# ITF Women's Circuit luglio-settembre 2010
L'ITF Women's Circuit 2010 è stata una serie di tornei gestita dall'organo internazionale del tennis, l'ITF. Lo scopo di questi tornei è quello di permettere, in particolare alle giovani tenniste, di migliorare la loro classifica per giocare in tornei più importanti.

## Legenda
| $100 000 Futures |
| $75 000 Futures  |
| $50 000 Futures  |
| $25 000 Futures  |
| $10 000 Futures  |

## Luglio
| Settimana | Torneo                                                                                      | Vincitrice                                               | Finalista                                              | Semifinalie                                      | Quarti di finale                                                              |
| --------- | ------------------------------------------------------------------------------------------- | -------------------------------------------------------- | ------------------------------------------------------ | ------------------------------------------------ | ----------------------------------------------------------------------------- |
| 5 luglio  | Open GDF SUEZ de Biarritz 2010 Biarritz, Francia Terra rossa $100 000                       | Julia Görges 6-2 6-2                                     | Sophie Ferguson                                        | Pauline Parmentier Simona Halep                  | Evgenija Rodina Laura Pous Tió Lucie Hradecká Stefanie Vögele                 |
| 5 luglio  | Open GDF SUEZ de Biarritz 2010 Biarritz, Francia Terra rossa $100 000                       | Sharon Fichman Julia Görges 7-5 6-4                      | Lourdes Domínguez-Lino Monica Niculescu                | Pauline Parmentier Simona Halep                  | Evgenija Rodina Laura Pous Tió Lucie Hradecká Stefanie Vögele                 |
| 5 luglio  | Grapevine Women's Tennis Classic 2010 Grapevine, USA Cemento $50 000                        | Jamie Hampton 6-3 6-4                                    | Kurumi Nara                                            | Varvara Lepchenko Lindsay Lee-Waters             | Junri Namigata Irina Falconi Tetjana Lužans'ka Stéphanie Dubois               |
| 5 luglio  | Grapevine Women's Tennis Classic 2010 Grapevine, USA Cemento $50 000                        | Lindsay Lee-Waters Megan Moulton-Levy 6-2 7-5            | Kimberly Couts Tetjana Lužans'ka                       | Varvara Lepchenko Lindsay Lee-Waters             | Junri Namigata Irina Falconi Tetjana Lužans'ka Stéphanie Dubois               |
| 5 luglio  | Schönbusch Open 2010 Aschaffenburg, Germania Terra rossa $25 000                            | Mădălina Gojnea 6-1 6-0                                  | Caroline Garcia                                        | Kiki Bertens Irena Pavlović                      | Olivia Rogowska Julia Mayr Elena Bogdan Elise Tamaela                         |
| 5 luglio  | Schönbusch Open 2010 Aschaffenburg, Germania Terra rossa $25 000                            | Teodora Mirčić Erika Sema 7–6(4) 2-6 [10-8]              | Elena Bogdan Andrea Koch-Benvenuto                     | Kiki Bertens Irena Pavlović                      | Olivia Rogowska Julia Mayr Elena Bogdan Elise Tamaela                         |
| 5 luglio  | Ciudad de Valladolid 2010 Valladolid, Spagna Cemento $25 000                                | Çağla Büyükakçay 7–6(2) 6-3                              | Zhang Ling                                             | Aleksandra Panova Eirini Georgatou               | Estelle Guisard Tomoko Yonemura Yera Campos-Molina Sachie Ishizu              |
| 5 luglio  | Ciudad de Valladolid 2010 Valladolid, Spagna Cemento $25 000                                | Melanie Klaffner Anna Smith 6-3 2-6 [10-7]               | Yera Campos-Molina Leticia Costas Moreira              | Aleksandra Panova Eirini Georgatou               | Estelle Guisard Tomoko Yonemura Yera Campos-Molina Sachie Ishizu              |
| 5 luglio  | Iris Ladies Trophy 2010 Bruxelles, Belgio Terra rossa $10 000                               | Constance Sibille 6-2 6-1                                | Katharina Negrin                                       | Elina Gasanova Alison van Uytvanck               | Émilie Bacquet Zuzana Zlochová Marcella Koek Andréa Ka                        |
| 5 luglio  | Iris Ladies Trophy 2010 Bruxelles, Belgio Terra rossa $10 000                               | Vasilisa Davydova Elina Gasanova 7-5 6-2                 | Marcella Koek Josanne van Bennekom                     | Elina Gasanova Alison van Uytvanck               | Émilie Bacquet Zuzana Zlochová Marcella Koek Andréa Ka                        |
| 5 luglio  | Torneo Orange Club 2010 Torino, Italia Terra rossa $10 000                                  | Gabriella Polito 6-4 7–6(3)                              | Carolina Pillot                                        | Alice Balducci Elisa Balsamo                     | Ulrikke Eikeri Stefania Chieppa Valentina Sulpizio Lisa Sabino                |
| 5 luglio  | Torneo Orange Club 2010 Torino, Italia Terra rossa $10 000                                  | Elisa Balsamo Valentina Sulpizio 7-5 6-3                 | Alice Balducci Martina Caciotti                        | Alice Balducci Elisa Balsamo                     | Ulrikke Eikeri Stefania Chieppa Valentina Sulpizio Lisa Sabino                |
| 5 luglio  | ITF Women's Circuit Prokuplje 2010 Prokuplje, Serbia Terra rossa $10 000                    | Vivien Juhászová 6-2 3-6 6-0                             | Ingrid-Alexandra Radu                                  | Doroteja Erić Polina Vinogradova                 | Saška Gavrilovska Martina Kubičíková Simonka Parajová Natalija Kostić         |
| 5 luglio  | ITF Women's Circuit Prokuplje 2010 Prokuplje, Serbia Terra rossa $10 000                    | Karolina Jovanović Polona Reberšak 3-6 6-2 [10-2]        | Vivien Juhászová Teresa Malíková                       | Doroteja Erić Polina Vinogradova                 | Saška Gavrilovska Martina Kubičíková Simonka Parajová Natalija Kostić         |
| 5 luglio  | Showanomori Open Tennis Tournaments 2010 Tokyo, Giappone Sintetico $10 000                  | Kaori Onishi 4-6 6-4 6-1                                 | Mari Tanaka                                            | Yuuki Tanaka Hiroko Kuwata                       | Yoshimi Kawasaki Kazusa Ito Misa Kinoshita Kei Sekine                         |
| 5 luglio  | Showanomori Open Tennis Tournaments 2010 Tokyo, Giappone Sintetico $10 000                  | Maki Arai Maiko Inoue 6-2 7-5                            | Airi Hagimoto Kaori Onishi                             | Yuuki Tanaka Hiroko Kuwata                       | Yoshimi Kawasaki Kazusa Ito Misa Kinoshita Kei Sekine                         |
| 5 luglio  | ITF Women's Circuit Pattaya 2010 Pattaya, Thailandia Cemento $10 000                        | Shiho Akita 6-3 6-4                                      | Nudnida Luangnam                                       | Sakiko Shimizu Kim Ji-Sun                        | Kanae Hisami Min-Hwa Yu Hong Hyun-Hui Peangthan Pliphuech                     |
| 5 luglio  | ITF Women's Circuit Pattaya 2010 Pattaya, Thailandia Cemento $10 000                        | Chen Yi Sakiko Shimizu 6-3 7–6(2)                        | Jessy Rompies Varatchaya Wongteanchai                  | Sakiko Shimizu Kim Ji-Sun                        | Kanae Hisami Min-Hwa Yu Hong Hyun-Hui Peangthan Pliphuech                     |
| 5 luglio  | Fujian Shihao Tennis Club 2010 Fuzhou, Cina Cemento $25 000                                 | Chan Yung-Jan 6-2 6-4                                    | Lee Jin-A                                              | Zhou Xiao Zhang Shuai                            | Xu Yi-Fan Tatia Mikadze Liu Shaozhuo Wang Qiang                               |
| 5 luglio  | Fujian Shihao Tennis Club 2010 Fuzhou, Cina Cemento $25 000                                 | Liu Shaozhuo Xu Yi-Fan 3-6 6-1 [10-2]                    | Kao Shao-Yuan Ayaka Maekawa                            | Zhou Xiao Zhang Shuai                            | Xu Yi-Fan Tatia Mikadze Liu Shaozhuo Wang Qiang                               |
| 12 luglio | Open 88 Contrexéville 2010 Contrexéville, Francia Terra rossa $50 000                       | Jelena Dokić 4-6 6-3 6-1                                 | Olivia Sanchez                                         | Laura Thorpe Bianca Botto                        | Ekaterina Ivanova Sally Peers Claire de Gubernatis Claire Feuerstein          |
| 12 luglio | Open 88 Contrexéville 2010 Contrexéville, Francia Terra rossa $50 000                       | Nina Bratčikova Ekaterina Ivanova 4-6 6-4 [10-3]         | Jelena Dokić Sharon Fichman                            | Laura Thorpe Bianca Botto                        | Ekaterina Ivanova Sally Peers Claire de Gubernatis Claire Feuerstein          |
| 12 luglio | Zwevegem Ladies Open 2010 Zwevegem, Belgio Terra rossa $25 000                              | Maryna Zanevs'ka 7–6(4) 6-1                              | Sofie Oyen                                             | Irina Chromačëva Anaïs Laurendon                 | Marcella Koek Danielle Harmsen Lenka Wienerová Lisa Sabino                    |
| 12 luglio | Zwevegem Ladies Open 2010 Zwevegem, Belgio Terra rossa $25 000                              | Richèl Hogenkamp Valerija Savinych 6-3 3-6 [10-7]        | Irina Chromačëva Maryna Zanevs'ka                      | Irina Chromačëva Anaïs Laurendon                 | Marcella Koek Danielle Harmsen Lenka Wienerová Lisa Sabino                    |
| 12 luglio | Darmstadt Tennis International 2010 Darmstadt, Germania Terra rossa $25 000                 | Vitalija D'jačenko 6-4 5-7 6-4                           | Julia Schruff                                          | Mădălina Gojnea Mathilde Johansson               | Stephanie Vogt Réka-Luca Jani Irina Begu Elora Dabija                         |
| 12 luglio | Darmstadt Tennis International 2010 Darmstadt, Germania Terra rossa $25 000                 | Vitalija D'jačenko Laura Siegemund 4-6 6-1 [10-4]        | Irina Begu Erika Sema                                  | Mădălina Gojnea Mathilde Johansson               | Stephanie Vogt Réka-Luca Jani Irina Begu Elora Dabija                         |
| 12 luglio | AEGON Pro Series Foxhills 2010 Woking, Gran Bretagna Cemento $25 000                        | Tímea Babos 7-5 6-4                                      | Katie O'Brien                                          | Emma Laine Nigina Abduraimova                    | Margit Rüütel Anna Smith Mona Barthel Laura Robson                            |
| 12 luglio | AEGON Pro Series Foxhills 2010 Woking, Gran Bretagna Cemento $25 000                        | Tímea Babos Emma Laine 6-2 6-2                           | Jocelyn Rae Emelyn Starr                               | Emma Laine Nigina Abduraimova                    | Margit Rüütel Anna Smith Mona Barthel Laura Robson                            |
| 12 luglio | Internazionali di Imola 2010 Imola, Italia Sintetico $10 000                                | Gioia Barbieri 6-1 6-1                                   | Verdiana Verardi                                       | Aljaksandra Sasnovič Alice Balducci              | Veronika Sepp Angelica Moratelli Alice Moroni Martina di Giuseppe             |
| 12 luglio | Internazionali di Imola 2010 Imola, Italia Sintetico $10 000                                | Nicole Clerico Maria Masini 6-4 6-1                      | Gioia Barbieri Maria-Belén Corbalán                    | Aljaksandra Sasnovič Alice Balducci              | Veronika Sepp Angelica Moratelli Alice Moroni Martina di Giuseppe             |
| 12 luglio | ITF Women's Circuit Prokuplje 2 2010 Prokuplje, Serbia Terra rossa $10 000                  | Zsófia Susányi 6-4 6-4                                   | Polina Vinogradova                                     | Diāna Marcinkēviča Doroteja Erić                 | Nadezda Gorbachkova Polona Reberšak Camelia Hristea Dessislava Mladenova      |
| 12 luglio | ITF Women's Circuit Prokuplje 2 2010 Prokuplje, Serbia Terra rossa $10 000                  | Camelia Hristea Ionela-Andreea Iova 7-5 6-4              | Jelena Durišič Isabella Šinikova                       | Diāna Marcinkēviča Doroteja Erić                 | Nadezda Gorbachkova Polona Reberšak Camelia Hristea Dessislava Mladenova      |
| 12 luglio | JHOPEN 2010 Piešťany, Slovacchia Terra rossa $10 000                                        | Zuzana Zálabská 3-6 6-3 6-0                              | Chantal Škamlová                                       | Petra Krejsová Dominika Nociarová                | Paula Kania Nikola Vajdová Michaela Hončová Martina Borecká                   |
| 12 luglio | JHOPEN 2010 Piešťany, Slovacchia Terra rossa $10 000                                        | Weronika Domagała Paula Kania 6-1 6-1                    | Gabriela Horáčková Petra Krejsová                      | Petra Krejsová Dominika Nociarová                | Paula Kania Nikola Vajdová Michaela Hončová Martina Borecká                   |
| 12 luglio | ITF Women's Circuit Caceres 2010 Cáceres, Spagna Cemento $10 000                            | Zhang Ling 6-3 6-0                                       | Rocío de la Torre-Sánchez                              | Victoria Larrière Lucia Cervera-Vazquez          | Isabel Rapisarda-Calvo Barbara Luz Zuzana Linhová Silvia Garcia Jimenez       |
| 12 luglio | ITF Women's Circuit Caceres 2010 Cáceres, Spagna Cemento $10 000                            | Jade Hopper Victoria Larrière 7-5 6-4                    | Georgina Garica-Perez Kim-Alice Grajdek                | Victoria Larrière Lucia Cervera-Vazquez          | Isabel Rapisarda-Calvo Barbara Luz Zuzana Linhová Silvia Garcia Jimenez       |
| 12 luglio | Norman Wilkerson Memorial Tournament 2010 Atlanta, USA Cemento $10 000                      | Irina Falconi 6-1 6-4                                    | Allie Will                                             | Julia Glushko Madison Keys                       | Amanda Fink Caitlin Whoriskey Lauren MacFarlane Hilary Barte                  |
| 12 luglio | Norman Wilkerson Memorial Tournament 2010 Atlanta, USA Cemento $10 000                      | Kristy Frilling Julia Glushko 6-2 2-6 [10-7]             | Irina Falconi Maria Sanchez                            | Julia Glushko Madison Keys                       | Amanda Fink Caitlin Whoriskey Lauren MacFarlane Hilary Barte                  |
| 12 luglio | ITF Women's Circuit Casablanca 2010 Casablanca, Marocco Terra rossa $10 000                 | Martina Balogová 7-5 6(4)–7 6-4                          | Fatima El Allami                                       | Lina Bennani Anna Morgina                        | Despina Papamichail Alice Tisset Syna Kayser Rita Esteves de Freitas          |
| 12 luglio | ITF Women's Circuit Casablanca 2010 Casablanca, Marocco Terra rossa $10 000                 | Lina Bennani Anouk Tigu 6-1 6-2                          | Laura Apaolaza-Miradevilla Montserrat Blasco-Fernandez | Lina Bennani Anna Morgina                        | Despina Papamichail Alice Tisset Syna Kayser Rita Esteves de Freitas          |
| 12 luglio | Jiranakorn Sport Complex 2010 Hat Yai, Thailandia Cemento $10 000                           | Lavinia Tananta 6-4 3-6 6-0                              | Nudnida Luangnam                                       | Katherine Westbury Tina Schiechtl                | Alison Bai Natela Dzalamidze Ayaka Maekawa Magali de Lattre                   |
| 12 luglio | Jiranakorn Sport Complex 2010 Hat Yai, Thailandia Cemento $10 000                           | Rushmi Chakravarthi Poojashree Venkatesha 6-3 7–6(10)    | Ayu-Fani Damayanti Lavinia Tananta                     | Katherine Westbury Tina Schiechtl                | Alison Bai Natela Dzalamidze Ayaka Maekawa Magali de Lattre                   |
| 12 luglio | Seguros Bolívar Open Bogotá 2010 Bogotà, Colombia Terra rossa $25 000                       | Paula Ormaechea 7-5 6-1                                  | Julia Cohen                                            | Mailen Auroux María Fernanda Álvarez Terán       | Nathalia Rossi Lena Litvak Lauren Albanese Andrea Gámiz                       |
| 12 luglio | Seguros Bolívar Open Bogotá 2010 Bogotà, Colombia Terra rossa $25 000                       | Andrea Gámiz Paula Ormaechea 5-7 6-4 [10-8]              | Mailen Auroux Karen Emilia Castiblanco Duarte          | Mailen Auroux María Fernanda Álvarez Terán       | Nathalia Rossi Lena Litvak Lauren Albanese Andrea Gámiz                       |
| 19 luglio | ITF Roller Open 2010 Pétange, Lussemburgo Terra rossa $100 000                              | Mathilde Johansson 6-3 6-3                               | Monica Niculescu                                       | Anna Floris Dar'ja Kustova                       | Kristina Barrois Ekaterina Ivanova Eva Birnerová Elena Bogdan                 |
| 19 luglio | ITF Roller Open 2010 Pétange, Lussemburgo Terra rossa $100 000                              | Sharon Fichman Monica Niculescu 6-4 6-2                  | Sophie Lefèvre Laura Thorpe                            | Anna Floris Dar'ja Kustova                       | Kristina Barrois Ekaterina Ivanova Eva Birnerová Elena Bogdan                 |
| 19 luglio | Fifth Third Bank Tennis Championships 2010 Lexington, Stati Uniti Cemento $50 000           | Kurumi Nara 6-4 6-4                                      | Stéphanie Dubois                                       | Rebecca Marino Lilia Osterloh                    | Alison Riske Alexandra Stevenson Asia Muhammad Tetjana Lužans'ka              |
| 19 luglio | Fifth Third Bank Tennis Championships 2010 Lexington, Stati Uniti Cemento $50 000           | Bojana Bobusic Christina Fusano 6-4 6-2                  | Jacqueline Cako Story Tweedie-Yates                    | Rebecca Marino Lilia Osterloh                    | Alison Riske Alexandra Stevenson Asia Muhammad Tetjana Lužans'ka              |
| 19 luglio | WOW Tennis Challenger 2010 Waterloo, Canada Terra rossa $25 000                             | Julia Cohen 1-6 7-5 7-5                                  | Fatma Al-Nabhani                                       | Eugenie Bouchard Lauren Albanese                 | Ekaterina Shulaeva Tiffany Welford Danielle Mills Elisabeth Abanda            |
| 19 luglio | WOW Tennis Challenger 2010 Waterloo, Canada Terra rossa $25 000                             | Elisabeth Abanda Katarena Paliivets Walkover             | Lauren Albanese Chieh-Yu Hsu                           | Eugenie Bouchard Lauren Albanese                 | Ekaterina Shulaeva Tiffany Welford Danielle Mills Elisabeth Abanda            |
| 19 luglio | Open GDF SUEZ des Contamines-Montjoie 2010 Les Contamines-Montjoie, Francia Cemento $25 000 | Andrea Hlaváčková 7-5 0-6 6-4                            | Elica Kostova                                          | Jessica Moore Giulia Gatto-Monticone             | Gioia Barbieri Sonja Molnar Lina Stančiūtė Audrey Bergot                      |
| 19 luglio | Open GDF SUEZ des Contamines-Montjoie 2010 Les Contamines-Montjoie, Francia Cemento $25 000 | Giulia Gatto-Monticone Federica Quercia 7-5 7-5          | Claire Feuerstein Constance Sibille                    | Jessica Moore Giulia Gatto-Monticone             | Gioia Barbieri Sonja Molnar Lina Stančiūtė Audrey Bergot                      |
| 19 luglio | AEGON Pro Series Wrexham 2010 Wrexham, Gran Bretagna Cemento $25 000                        | Heather Watson 6-2 6-4                                   | Sania Mirza                                            | Emma Laine Lisa Whybourn                         | Tammi Patterson Olivia Rogowska Naomi Broady Tara Moore                       |
| 19 luglio | AEGON Pro Series Wrexham 2010 Wrexham, Gran Bretagna Cemento $25 000                        | Tara Moore Francesca Stephenson 2-6 6-3 [13-11]          | Emma Laine Sania Mirza                                 | Emma Laine Lisa Whybourn                         | Tammi Patterson Olivia Rogowska Naomi Broady Tara Moore                       |
| 19 luglio | Torneo International de Tenis Ciudad de La Coruña 2010 La Coruña, Spagna Cemento $25 000    | Leticia Costas Moreira 1-6 6-4 6-3                       | María-Teresa Torró-Flor                                | Justine Ozga Nanuli Pipiya                       | Miyabi Inoue Inés Ferrer Suárez Zhang Ling Isabel Rapisarda-Calvo             |
| 19 luglio | Torneo International de Tenis Ciudad de La Coruña 2010 La Coruña, Spagna Cemento $25 000    | Jade Hopper Victoria Larrière 7–6(6) 6-1                 | Leticia Costas Moreira Inés Ferrer Suárez              | Justine Ozga Nanuli Pipiya                       | Miyabi Inoue Inés Ferrer Suárez Zhang Ling Isabel Rapisarda-Calvo             |
| 19 luglio | Sapronov-tennis Kharkiv Ladies Cup 3 2010 Charkiv, Ucraina Terra rossa $25 000              | Tatia Mikadze 6(5)–7 6-2 6-4                             | Natal'ja Ryžonkova                                     | Julija Kalabina Anna Arina Marenko               | Alizé Lim Elina Svitolina Marija Žarkova Tamara Bizhukova                     |
| 19 luglio | Sapronov-tennis Kharkiv Ladies Cup 3 2010 Charkiv, Ucraina Terra rossa $25 000              | Kateryna Kozlova Elina Svitolina 6-3 7-5                 | Valentina Ivachnenko Al'ona Sotnikova                  | Julija Kalabina Anna Arina Marenko               | Alizé Lim Elina Svitolina Marija Žarkova Tamara Bizhukova                     |
| 19 luglio | Knokke Zoute Ladies Open 2010 Knokke, Belgio Terra rossa $10 000                            | Angelique van der Meet 6-2 6-0                           | Sofie Oyen                                             | Carolina Pillot Cindy Burger                     | Céline Ghesquière Myrtille Georges Sabrina Baumgarten Valerija Solov'ëva      |
| 19 luglio | Knokke Zoute Ladies Open 2010 Knokke, Belgio Terra rossa $10 000                            | Bernice van de Velde Angelique van der Meet 6-1 6-3      | Elyne Boeykens Nicky van Dyck                          | Carolina Pillot Cindy Burger                     | Céline Ghesquière Myrtille Georges Sabrina Baumgarten Valerija Solov'ëva      |
| 19 luglio | BMW AHG Cup 2010 Horb, Germania Terra rossa $10 000                                         | Michaela Hončová 6-4 6-2                                 | Annalisa Bona                                          | Patricia Chirea Korina Perkovic                  | Barbara Bonić Inna Kuzmenko Jana Jandová Katerina Avdiyenko                   |
| 19 luglio | BMW AHG Cup 2010 Horb, Germania Terra rossa $10 000                                         | Simona Dobrá Lucie Kriegsmannová 4-6 7–6(5) [10-8]       | Korina Perkovic Anna Zaja                              | Patricia Chirea Korina Perkovic                  | Barbara Bonić Inna Kuzmenko Jana Jandová Katerina Avdiyenko                   |
| 19 luglio | ITF Women's Circuit Bucharest 2010 Bucarest, Romania Terra rossa $10 000                    | Andreea Mitu 7-5 7-5                                     | Elora Dabija                                           | Camelia Hristea Diana Enache                     | Alexandra Damaschin Lisa Sabino Ingrid-Alexandra Radu Claudia Antonia Enache  |
| 19 luglio | ITF Women's Circuit Bucharest 2010 Bucarest, Romania Terra rossa $10 000                    | Diana Enache Andreea Mitu 6-3 6-1                        | Dessislava Mladenova Dalia Zafirova                    | Camelia Hristea Diana Enache                     | Alexandra Damaschin Lisa Sabino Ingrid-Alexandra Radu Claudia Antonia Enache  |
| 19 luglio | ITF Women's Circuit Casablanca 2 2010 Casablanca, Marocco Terra rossa $10 000               | Ons Jabeur 7-5 6-3                                       | Anna Morgina                                           | Jennifer Migan Samira Giger                      | Fatima El Allami Galina Fokina Chaimae Roudami Lina Bennani                   |
| 19 luglio | ITF Women's Circuit Casablanca 2 2010 Casablanca, Marocco Terra rossa $10 000               | Katarína Baranová Ons Jabeur 6-3 6-3                     | Galina Fokina Anna Morgina                             | Jennifer Migan Samira Giger                      | Fatima El Allami Galina Fokina Chaimae Roudami Lina Bennani                   |
| 19 luglio | Circuito Brasileiro Feminino Brasília 2 2010 Brasilia, Brasile Cemento $10 000              | Paula Ormaechea 3-6 7-6(1) 7–6(6)                        | Ana-Clara Duarte                                       | Fernanda Hermenegildo Roxane Vaisemberg          | Teliana Pereira Paula Cristina Gonçalves Fernanda Faria Monique Albuquerque   |
| 19 luglio | Circuito Brasileiro Feminino Brasília 2 2010 Brasilia, Brasile Cemento $10 000              | Ana-Clara Duarte Fernanda Hermenegildo 6-2 6-4           | Monique Albuquerque Roxane Vaisemberg                  | Fernanda Hermenegildo Roxane Vaisemberg          | Teliana Pereira Paula Cristina Gonçalves Fernanda Faria Monique Albuquerque   |
| 19 luglio | ITF Women's Circuit La Paz 2010 La Paz, Bolivia Terra rossa $10 000                         | Karen Emilia Castiblanco Duarte 6-4 6-3                  | Daniela Seguel                                         | Marie Elise Casares Lucía Jara-Lozano            | Karen Ramírez Rivera Estefania Donnet Karina Souza Camila Silva               |
| 19 luglio | ITF Women's Circuit La Paz 2010 La Paz, Bolivia Terra rossa $10 000                         | Karen Emilia Castiblanco Duarte Estefania Donnet 6-4 6-3 | Giannina Minieri Camila Silva                          | Marie Elise Casares Lucía Jara-Lozano            | Karen Ramírez Rivera Estefania Donnet Karina Souza Camila Silva               |
| 19 luglio | Women's Hospital Classic 2010 Evansville, USA Cemento $10 000                               | Gabriela Paz 6-4 6-0                                     | Chichi Scholl                                          | Chanelle van Nguyen Madison Keys                 | Chloe Jones Megan Falcon Amanda McDowell Sabrina Santamaria                   |
| 19 luglio | Women's Hospital Classic 2010 Evansville, USA Cemento $10 000                               | Brynn Boren Sabrina Santamaria 6-3 6-4                   | Anastasija Charčenko Gabriela Paz                      | Chanelle van Nguyen Madison Keys                 | Chloe Jones Megan Falcon Amanda McDowell Sabrina Santamaria                   |
| 19 luglio | Chang ITF Thailand Pro Circuit Nonthaburi 2 2011 Nonthaburi, Thailandia Cemento $25 000     | Nudnida Luangnam 2-6 7-5 6-1                             | Tomoko Yonemura                                        | Erika Takao Nungnadda Wannasuk                   | Lee Ye-Ra Shūko Aoyama Rushmi Chakravarthi Rika Fujiwara                      |
| 19 luglio | Chang ITF Thailand Pro Circuit Nonthaburi 2 2011 Nonthaburi, Thailandia Cemento $25 000     | Akiko Yonemura Tomoko Yonemura 6-2 6-4                   | Kim So-jung Remi Tezuka                                | Erika Takao Nungnadda Wannasuk                   | Lee Ye-Ra Shūko Aoyama Rushmi Chakravarthi Rika Fujiwara                      |
| 26 luglio | ITF Women's Circuit Bucharest 2 2010 Bucarest, Romania Terra rossa $75 000                  | Jelena Dokić 3-6 6-1 7–6(3)                              | Zuzana Ondrášková                                      | Maria Elena Camerin Lourdes Domínguez Lino       | Eva Fernández-Brugués Monica Niculescu Andreea Mitu Laura Pous Tió            |
| 26 luglio | ITF Women's Circuit Bucharest 2 2010 Bucarest, Romania Terra rossa $75 000                  | Irina Begu Elena Bogdan 6-1 6-1                          | María Irigoyen Florencia Molinero                      | Maria Elena Camerin Lourdes Domínguez Lino       | Eva Fernández-Brugués Monica Niculescu Andreea Mitu Laura Pous Tió            |
| 26 luglio | Knoll Open 2010 Bad Saulgau, Germania Terra rossa $25 000                                   | Lenka Juríková 6-4 6-2                                   | Elise Tamaela                                          | Liana Ungur Julia Mayr                           | Evelyn Mayr Eloisa-Maria Compostizo-de Andres Tanja Ostertag Corinna Dentoni  |
| 26 luglio | Knoll Open 2010 Bad Saulgau, Germania Terra rossa $25 000                                   | Elise Tamaela Scarlett Werner 6-1 4-6 [10-7]             | Ana Jovanović Anna Zaja                                | Liana Ungur Julia Mayr                           | Evelyn Mayr Eloisa-Maria Compostizo-de Andres Tanja Ostertag Corinna Dentoni  |
| 26 luglio | ITF Women's Circuit Vigo 2010 Vigo, Spagna Cemento $25 000                                  | Andrea Hlaváčková 6-2 6-0                                | Katie O'Brien                                          | Zhang Ling Claudia Giovine                       | Bianca Botto Anna Smith Anaïs Laurendon Giulia Gatto-Monticone                |
| 26 luglio | ITF Women's Circuit Vigo 2010 Vigo, Spagna Cemento $25 000                                  | Anaïs Laurendon Anna Smith 6-3 6-1                       | Sofia Kvatsabaia Justine Ozga                          | Zhang Ling Claudia Giovine                       | Bianca Botto Anna Smith Anaïs Laurendon Giulia Gatto-Monticone                |
| 26 luglio | MasterCard Tennis Cup 2010 Campos do Jordão, Brasile Cemento $25 000                        | Aranza Salut 2-6 7-5 6-3                                 | María Fernanda Álvarez Terán                           | Chanel Simmonds Mailen Auroux                    | Nathaly Kurata Ana-Clara Duarte Paula Ormaechea Isabella Robbiani             |
| 26 luglio | MasterCard Tennis Cup 2010 Campos do Jordão, Brasile Cemento $25 000                        | Fernanda Faria Paula Cristina Gonçalves 6-3 6-2          | Monique Albuquerque Roxane Vaisemberg                  | Chanel Simmonds Mailen Auroux                    | Nathaly Kurata Ana-Clara Duarte Paula Ormaechea Isabella Robbiani             |
| 26 luglio | Almaty Womens 2010 Almaty, Kazakistan Cemento $25 000                                       | Richèl Hogenkamp 6-2 6-3                                 | Sofia Shapatava                                        | Zarina Dijas Daria Kuchmina                      | Tatia Mikadze Natalia Orlova Ksenia Palkina Chiaki Okadaue                    |
| 26 luglio | Almaty Womens 2010 Almaty, Kazakistan Cemento $25 000                                       | Albina Khabibulina Ksenia Palkina 6-4 6-4                | Julija Bejhel'zymer Emily Webley-Smith                 | Zarina Dijas Daria Kuchmina                      | Tatia Mikadze Natalia Orlova Ksenia Palkina Chiaki Okadaue                    |
| 26 luglio | Heartland Clinic USTA Women's Tennis Classic 2010 St. Joseph, USA Cemento $10 000           | Gabriela Paz 6-1 6-4                                     | Noppawan Lertcheewakarn                                | Sanaz Marand Kyle McPhillips                     | Ellen Tsay Whitney Jones Nika Kukharchuk Grace Min                            |
| 26 luglio | Heartland Clinic USTA Women's Tennis Classic 2010 St. Joseph, USA Cemento $10 000           | Maria Sanchez Ellen Tsay 4-6 6-4 [10-5]                  | Noppawan Lertcheewakarn Gabriela Paz                   | Sanaz Marand Kyle McPhillips                     | Ellen Tsay Whitney Jones Nika Kukharchuk Grace Min                            |
| 26 luglio | ITF Women's Circuit Bree 2010 Bree, Belgio Terra rossa $10 000                              | Valerija Solov'ëva 5-7 6-4 6-3                           | Myrtille Georges                                       | Marcella Koek Sabine van der Sar                 | Émilie Bacquet Mara Nowak Josanne van Bennekom Elke Lemmens                   |
| 26 luglio | ITF Women's Circuit Bree 2010 Bree, Belgio Terra rossa $10 000                              | Sofie Oyen Demi Schuurs 6-0 6-1                          | Marcella Koek Marina Mel'nikova                        | Marcella Koek Sabine van der Sar                 | Émilie Bacquet Mara Nowak Josanne van Bennekom Elke Lemmens                   |
| 26 luglio | Country Club Cochabamba Cup 2010 Cochabamba, Bolivia Terra rossa $10 000                    | Lucía Jara-Lozano 3-6 6-3 7-5                            | Estefania Donnet                                       | Karen Emilia Castiblanco Duarte Guadalupe Moreno | Karen Ramírez Rivera Daniela Seguel Sofia Luini Ingrid Esperanza Vargas Calvo |
| 26 luglio | Country Club Cochabamba Cup 2010 Cochabamba, Bolivia Terra rossa $10 000                    | Giannina Minieri Camila Silva 6-4 6-1                    | Karen Emilia Castiblanco Duarte Estefania Donnet       | Karen Emilia Castiblanco Duarte Guadalupe Moreno | Karen Ramírez Rivera Daniela Seguel Sofia Luini Ingrid Esperanza Vargas Calvo |
| 26 luglio | ITF Women's Circuit Rabat 2010 Rabat, Marocco Terra rossa $10 000                           | Anastasija Muchametova 6-2 6-0                           | Despina Papamichail                                    | Fatima El Allami Alice Tisset                    | Olga Sáez Larra Galina Fokina Lina Bennani Dar'ja Sal'nikova                  |
| 26 luglio | ITF Women's Circuit Rabat 2010 Rabat, Marocco Terra rossa $10 000                           | Anastasija Muchametova Ekaterina Nikitina 6-3 5-7 [10-3] | Anne-Valérie Evain Shelia Solsona-Carcasona            | Fatima El Allami Alice Tisset                    | Olga Sáez Larra Galina Fokina Lina Bennani Dar'ja Sal'nikova                  |
| 26 luglio | Tampere Open 2010 Tampere, Finlandia Terra rossa $10 000                                    | Alizé Lim 6-4 6-3                                        | Amandine Hesse                                         | Lena-Marie Hofmann Diāna Marcinkēviča            | Irina Kuzmina Monika Tumová Katharina Holert Piia Suomalainen                 |
| 26 luglio | Tampere Open 2010 Tampere, Finlandia Terra rossa $10 000                                    | Irina Kuzmina Diāna Marcinkēviča 6-4 6-2                 | Amandine Hesse Monika Tumová                           | Lena-Marie Hofmann Diāna Marcinkēviča            | Irina Kuzmina Monika Tumová Katharina Holert Piia Suomalainen                 |
| 26 luglio | ITF Women's Circuit Palic 2010 Palić, Serbia Terra rossa $10 000                            | Zuzana Zlochová 6-1 Retired                              | Martina Gledacheva                                     | Dunja Sukić Zsófia Susányi                       | Claudia Antonia Enache Polona Reberšak Viktória Malová Veronika Zateková      |
| 26 luglio | ITF Women's Circuit Palic 2010 Palić, Serbia Terra rossa $10 000                            | Jasmina Kajtazović Zuzana Zlochová 6-1 4-6 [10-7]        | Martina Gledacheva Francesca Mazzali                   | Dunja Sukić Zsófia Susányi                       | Claudia Antonia Enache Polona Reberšak Viktória Malová Veronika Zateková      |
| 26 luglio | AEGON Pro Series Chiswick 2010 Chiswick, Gran Bretagna Cemento $10 000                      | Tara Moore 6-3 6-4                                       | Amy Bowtell                                            | Tammi Patterson Jocelyn Rae                      | Malou Ejdesgaard Océane Adam Irina Ramialison Claire Ricketts                 |
| 26 luglio | AEGON Pro Series Chiswick 2010 Chiswick, Gran Bretagna Cemento $10 000                      | Jocelyn Rae Emelyn Starr 6-1 6-4                         | Anna Fitzpatrick Jade Windley                          | Tammi Patterson Jocelyn Rae                      | Malou Ejdesgaard Océane Adam Irina Ramialison Claire Ricketts                 |
| 26 luglio | Trofeo Città di Gardone Val Trompia 2010 Gardone Val Trompia, Italia Terra rossa $10 000    | Anastasia Grymalska 6-0 6-2                              | Paola Cigiu                                            | Chiara Mendo Alice Moroni                        | Alice Balducci Carolina Pillot Alexia Virgili Gioia Barbieri                  |
| 26 luglio | Trofeo Città di Gardone Val Trompia 2010 Gardone Val Trompia, Italia Terra rossa $10 000    | Gioia Barbieri Anastasia Grymalska 6-2 6-2               | Julija Stamatova Stéphanie Vongsouthi                  | Chiara Mendo Alice Moroni                        | Alice Balducci Carolina Pillot Alexia Virgili Gioia Barbieri                  |
| 26 luglio | Okeshop International Tennis Tournament 2010 Giacarta, Indonesia Cemento $10 000            | Tina Schiechtl 6-3 6-4                                   | Lavinia Tananta                                        | Jessy Rompies An-Sophie Mestach                  | Sandy Gumulya Poojashree Venkatesha Yuka Higuchi Liu Shaozhuo                 |
| 26 luglio | Okeshop International Tennis Tournament 2010 Giacarta, Indonesia Cemento $10 000            | Jessy Rompies Poojashree Venkatesha 6-2 7-5              | Yumi Miyazaki Tomoko Taira                             | Jessy Rompies An-Sophie Mestach                  | Sandy Gumulya Poojashree Venkatesha Yuka Higuchi Liu Shaozhuo                 |

## Agosto
| Settimana | Torneo                                                                                                   | Vincitrice                                                       | Finalista                                             | Semifinalie                                      | Quarti di finale                                                                     |
| --------- | --- | ---------------------------------------------------------------- | ----------------------------------------------------- | ------------------------------------------------ | ------------------------------------------------------------------------------------ |
| 2 agosto  | Odlum Brown Vancouver Open 2010 Vancouver, Canada Cemento $75 000                                        | Jelena Dokić 6-1 6-4                                             | Virginie Razzano                                      | Christina McHale Irina Falconi                   | Gail Brodsky Lilia Osterloh Shelby Rogers Stéphanie Dubois                           |
| 2 agosto  | Odlum Brown Vancouver Open 2010 Vancouver, Canada Cemento $75 000                                        | Chang Kai-chen Heidi El Tabakh 3-6 6-3 [10-4]                    | Irina Falconi Amanda Fink                             | Christina McHale Irina Falconi                   | Gail Brodsky Lilia Osterloh Shelby Rogers Stéphanie Dubois                           |
| 2 agosto  | Beijing International Challenger 2010 Pechino, Cina Cemento $75 000+H                                    | Junri Namigata 7–6(3) 6-3                                        | Zhang Shuai                                           | Lee Jin-A Han Xinyun                             | Jing-Jing Lu Duan Ying-Ying Kim So-jung Rika Fujiwara                                |
| 2 agosto  | Beijing International Challenger 2010 Pechino, Cina Cemento $75 000+H                                    | Sheng-Nan Sun Zhang Shuai 4-6 6-2 [10-5]                         | Ji Chun-Mei Liu Wan-Ting                              | Lee Jin-A Han Xinyun                             | Jing-Jing Lu Duan Ying-Ying Kim So-jung Rika Fujiwara                                |
| 2 agosto  | Astana Womens 2010 Astana, Kazakistan Cemento $50 000                                                    | Evgenija Rodina 4-6 6-1 6-4                                      | Kacjaryna Dzehalevič                                  | Aleksandra Panova Vesna Manasieva                | Richèl Hogenkamp Oksana Kalašnikova Zarina Dijas Ekaterina Ivanova                   |
| 2 agosto  | Astana Womens 2010 Astana, Kazakistan Cemento $50 000                                                    | Nina Bratčikova Ekaterina Ivanova 6-4 6-4                        | Juliana Fedak Anastasіja Vasyl'jeva                   | Aleksandra Panova Vesna Manasieva                | Richèl Hogenkamp Oksana Kalašnikova Zarina Dijas Ekaterina Ivanova                   |
| 2 agosto  | Bankaltim Women Circuit 2010 Balikpapan, Indonesia Cemento $25 000                                       | Nudnida Luangnam 6-0 3-6 6-2                                     | An-Sophie Mestach                                     | Ayu-Fani Damayanti Lavinia Tananta               | Lee Ye-Ra Liu Shaozhuo Yuka Higuchi Sakiko Shimizu                                   |
| 2 agosto  | Bankaltim Women Circuit 2010 Balikpapan, Indonesia Cemento $25 000                                       | Ayu-Fani Damayanti Lavinia Tananta 6-4 7-5                       | Chan Hao-Ching Kao Shao-Yuan                          | Ayu-Fani Damayanti Lavinia Tananta               | Lee Ye-Ra Liu Shaozhuo Yuka Higuchi Sakiko Shimizu                                   |
| 2 agosto  | Monteroni International 2010 Monteroni d'Arbia, Italia Terra rossa $25 000                               | Liana Ungur 7-5 6-1                                              | Anna Floris                                           | Kiki Bertens Elena Bogdan                        | Elisa Balsamo Giulia Gabba Anne Schäfer Claudia Giovine                              |
| 2 agosto  | Monteroni International 2010 Monteroni d'Arbia, Italia Terra rossa $25 000                               | Claudia Giovine Valentina Sulpizio 6-2 4-6 [10-5]                | Evelyn Mayr Julia Mayr                                | Kiki Bertens Elena Bogdan                        | Elisa Balsamo Giulia Gabba Anne Schäfer Claudia Giovine                              |
| 2 agosto  | Moscow Open 2010 Mosca, Russia Terra rossa $25 000                                                       | Ekaterina Byčkova 6-2 7-5                                        | Dar'ja Kustova                                        | Yana Koroleva Yuliya Kalabina                    | Valerija Solov'ëva Oksana Ljubcova Arina Rodionova Anna Arina Marenko                |
| 2 agosto  | Moscow Open 2010 Mosca, Russia Terra rossa $25 000                                                       | Nadejda Guskova Valerija Solov'ëva 7–6(5) 6-3                    | Teodora Mirčić Marija Mirkovic                        | Yana Koroleva Yuliya Kalabina                    | Valerija Solov'ëva Oksana Ljubcova Arina Rodionova Anna Arina Marenko                |
| 2 agosto  | Rebecq Ladiez Trophy 2010 Rebecq, Belgio Terra rossa $10 000                                             | Sofie Oyen 4-6 7–6(5) 6-2                                        | Annalisa Bona                                         | Irina Ramialison Alix Collombon                  | Jessica Ginier Myrtille Georges Anouk Delefortrie Josanne van Bennekom               |
| 2 agosto  | Rebecq Ladiez Trophy 2010 Rebecq, Belgio Terra rossa $10 000                                             | Émilie Bacquet Myrtille Georges 6-3 4-6 [11-9]                   | Kika Hogendoorn Elke Lemmens                          | Irina Ramialison Alix Collombon                  | Jessica Ginier Myrtille Georges Anouk Delefortrie Josanne van Bennekom               |
| 2 agosto  | ITF Ladies Future Vienna 2010 Vienna, Austria Terra rossa $10 000                                        | Lucie Kriegsmannová 6-3 6-1                                      | Zuzana Zálabská                                       | Iveta Gerlová Sabrina Baumgarten                 | Pavla Smidová Karin Morgosová Barbara Haas Veronika Sepp                             |
| 2 agosto  | ITF Ladies Future Vienna 2010 Vienna, Austria Terra rossa $10 000                                        | Iveta Gerlová Lucie Kriegsmannová 7-5 6-3                        | Pavla Smidová Zuzana Zálabská                         | Iveta Gerlová Sabrina Baumgarten                 | Pavla Smidová Karin Morgosová Barbara Haas Veronika Sepp                             |
| 2 agosto  | Savitaipale Ladies Open 2010 Savitaipale, Finlandia Terra rossa $10 000                                  | Ulrikke Eikeri 7-5 6-4                                           | Piia Suomalainen                                      | Syna Kayser Monika Tumová                        | Aleksandra Artamonova Shelia Solsona-Carcasona Zane Zarina Diāna Marcinkēviča        |
| 2 agosto  | Savitaipale Ladies Open 2010 Savitaipale, Finlandia Terra rossa $10 000                                  | Aleksandra Artamonova Diāna Marcinkēviča 6-2 6-3                 | Nina Munch-Soegaard Kateriina Tuohimaa                | Syna Kayser Monika Tumová                        | Aleksandra Artamonova Shelia Solsona-Carcasona Zane Zarina Diāna Marcinkēviča        |
| 2 agosto  | Marek Wlodarczyk Memorial 2010 Iława, Polonia Terra rossa $10 000                                        | Zuzana Zlochová 7–6(2) 5-7 6-2                                   | Katarzyna Kawa                                        | Olga Brózda Martina Kubičíková                   | Giulia Gasparri Danka Kovinić Barbara Sobaskiewicz Weronika Domagała                 |
| 2 agosto  | Marek Wlodarczyk Memorial 2010 Iława, Polonia Terra rossa $10 000                                        | Martina Borecká Martina Kubičíková 6-3 6-1                       | Weronika Domagała Katarzyna Kawa                      | Olga Brózda Martina Kubičíková                   | Giulia Gasparri Danka Kovinić Barbara Sobaskiewicz Weronika Domagała                 |
| 2 agosto  | Cemil Alevli Cup 2010 Gaziantep, Turchia Cemento $10 000                                                 | Pemra Özgen 6-4 6-4                                              | Jade Hopper                                           | Başak Eraydın Magali de Lattre                   | Sandra Zaniewska Fatma Al-Nabhani Daniela Scivetti Isabella Šinikova                 |
| 2 agosto  | Cemil Alevli Cup 2010 Gaziantep, Turchia Cemento $10 000                                                 | Fatma Al-Nabhani Magali de Lattre 6-3 6-2                        | Jade Hopper Daniela Scivetti                          | Başak Eraydın Magali de Lattre                   | Sandra Zaniewska Fatma Al-Nabhani Daniela Scivetti Isabella Šinikova                 |
| 2 agosto  | ITF Women's Circuit São Paulo 2010 San Paolo, Brasile Terra rossa $10 000                                | Chanel Simmonds 6-2 3-6 6-1                                      | Roxane Vaisemberg                                     | Fernanda Hermenegildo Nathalia Rossi             | Paula Cristina Gonçalves Kristina Andlovic Nicole Rottmann Fernanda Faria            |
| 2 agosto  | ITF Women's Circuit São Paulo 2010 San Paolo, Brasile Terra rossa $10 000                                | Monique Albuquerque Fernanda Hermenegildo 7–6(5) 6-4             | Fernanda Faria Paula Cristina Gonçalves               | Fernanda Hermenegildo Nathalia Rossi             | Paula Cristina Gonçalves Kristina Andlovic Nicole Rottmann Fernanda Faria            |
| 2 agosto  | Meiwasunpia Open Niigata ITF Women's Tennis Circuit 2010 Niigata, Giappone Sintetico $10 000             | Aki Yamasoto 6-4 6(3)–7 7-5                                      | Yurina Koshino                                        | Yuuki Tanaka Kaori Onishi                        | Kei Sekine Mari Tanaka Kotomi Takahata Kanae Hisami                                  |
| 2 agosto  | Meiwasunpia Open Niigata ITF Women's Tennis Circuit 2010 Niigata, Giappone Sintetico $10 000             | Akari Inoue Kotomi Takahata 6-1 6-4                              | Miki Miyamura Ayumi Oka                               | Yuuki Tanaka Kaori Onishi                        | Kei Sekine Mari Tanaka Kotomi Takahata Kanae Hisami                                  |
| 2 agosto  | Copa Amboro 2010 Santa Cruz de la Sierra, Bolivia Terra rossa $10 000                                    | Camila Silva 6-1 4-6 6-1                                         | María Fernanda Álvarez Terán                          | Deniz Khazaniuk Tatiana Búa                      | Luciana Sarmenti Guadalupe Perez Rojas Sofia Luini Guadalupe Moreno                  |
| 2 agosto  | Copa Amboro 2010 Santa Cruz de la Sierra, Bolivia Terra rossa $10 000                                    | Karen Emilia Castiblanco Duarte Estefania Donnet 2-6 6-0 [12-10] | Tatiana Búa Luciana Sarmenti                          | Deniz Khazaniuk Tatiana Búa                      | Luciana Sarmenti Guadalupe Perez Rojas Sofia Luini Guadalupe Moreno                  |
| 2 agosto  | Hechingen Ladies Open 2010 Hechingen, Germania Terra rossa $25 000                                       | Magda Linette 7-5 3-6 6-2                                        | Sílvia Soler Espinosa                                 | Dia Evtimova Katarzyna Piter                     | Eva Birnerová Sarah Gronert Florencia Molinero Anaïs Laurendon                       |
| 2 agosto  | Hechingen Ladies Open 2010 Hechingen, Germania Terra rossa $25 000                                       | Irina Begu Anaïs Laurendon 6-2 4-6 [10-8]                        | Julia Schruff Erika Sema                              | Dia Evtimova Katarzyna Piter                     | Eva Birnerová Sarah Gronert Florencia Molinero Anaïs Laurendon                       |
| 9 agosto  | Reinert Open 2010 Versmold, Germania Terra rossa $25 000                                                 | Magda Linette 6-2 7-5                                            | Irina Begu                                            | Leticia Costas Moreira Aleksandra Krunić         | Romina Oprandi Nicola Geuer Jessica Moore Sarah Gronert                              |
| 9 agosto  | Reinert Open 2010 Versmold, Germania Terra rossa $25 000                                                 | Hana Birnerová Erika Sema 6-3 6-3                                | Aminat Kushkhova Ol'ga Panova                         | Leticia Costas Moreira Aleksandra Krunić         | Romina Oprandi Nicola Geuer Jessica Moore Sarah Gronert                              |
| 9 agosto  | Flanders Ladies Trophy Koksijde 2010 Koksijde, Belgio Terra rossa $25 000                                | Katarzyna Piter 6-4 6-4                                          | Kiki Bertens                                          | Lara Arruabarrena-Vecino Garbiñe Muguruza Blanco | María-Teresa Torró-Flor Giulia Gatto-Monticone Martina Caregaro Mervana Jugić-Salkić |
| 9 agosto  | Flanders Ladies Trophy Koksijde 2010 Koksijde, Belgio Terra rossa $25 000                                | Nicole Clerico Justine Ozga 5-7 6-4 [10-6]                       | Lara Arruabarrena-Vecino María-Teresa Torró-Flor      | Lara Arruabarrena-Vecino Garbiñe Muguruza Blanco | María-Teresa Torró-Flor Giulia Gatto-Monticone Martina Caregaro Mervana Jugić-Salkić |
| 9 agosto  | Empire Trnava Cup 2010 Trnava, Slovacchia Terra rossa $25 000                                            | Sandra Záhlavová 2-6 6-3 6-1                                     | Lenka Juríková                                        | Zuzana Zálabská Eva Birnerová                    | Ani Mijacika Michaela Pochabová Kristýna Plíšková Mădălina Gojnea                    |
| 9 agosto  | Empire Trnava Cup 2010 Trnava, Slovacchia Terra rossa $25 000                                            | Iveta Gerlová Lucie Kriegsmannová 6-2 6-1                        | Michaela Hončová Lenka Wienerová                      | Zuzana Zálabská Eva Birnerová                    | Ani Mijacika Michaela Pochabová Kristýna Plíšková Mădălina Gojnea                    |
| 9 agosto  | Seb Tallink Open 2010 Tallinn, Estonia Cemento $25 000                                                   | Elena Bovina 6-4 4-1 Ritiro                                      | Anne Keothavong                                       | Kristína Kučová Emma Laine                       | Anna Fitzpatrick Elena Čalova Julija Bejhel'zymer Eva Hrdinová                       |
| 9 agosto  | Seb Tallink Open 2010 Tallinn, Estonia Cemento $25 000                                                   | Emma Laine Melanie South 6-3 6-4                                 | Jing-Jing Lu Sheng-Nan Sun                            | Kristína Kučová Emma Laine                       | Anna Fitzpatrick Elena Čalova Julija Bejhel'zymer Eva Hrdinová                       |
| 9 agosto  | Trofeul Municipiului Onești 2010 Onești, Romania Terra rossa $10 000                                     | Mihaela Buzărnescu 6-0 6-1                                       | Ionela-Andreea Iova                                   | Laura-Ioana Andrei Raluca Elena Platon           | Karina Goia Alexandra Damaschin Camelia Hristea Zuzana Zlochová                      |
| 9 agosto  | Trofeul Municipiului Onești 2010 Onești, Romania Terra rossa $10 000                                     | Laura-Ioana Andrei Mihaela Buzărnescu 7–6(7) 6-2                 | Camelia Hristea Biljana Pavlova                       | Laura-Ioana Andrei Raluca Elena Platon           | Karina Goia Alexandra Damaschin Camelia Hristea Zuzana Zlochová                      |
| 9 agosto  | Miltas Open 2010 Istanbul, Turchia Cemento $10 000                                                       | Pemra Özgen 6-2 5-0 Retired                                      | Magali de Lattre                                      | Ellen Barry Sofia Kvatsabaia                     | Fatma Al-Nabhani Sandra Zaniewska Isabella Šinikova Daniela Scivetti                 |
| 9 agosto  | Miltas Open 2010 Istanbul, Turchia Cemento $10 000                                                       | Başak Eraydın Isabella Šinikova 3-6 6-3 [10-4]                   | Fatma Al-Nabhani Magali de Lattre                     | Ellen Barry Sofia Kvatsabaia                     | Fatma Al-Nabhani Sandra Zaniewska Isabella Šinikova Daniela Scivetti                 |
| 9 agosto  | ITF Women's Circuit Club Med Itaparica 2010 Itaparica, Brasile Cemento $10 000                           | Roxane Vaisemberg 7–6(8) 6-3                                     | Ana-Clara Duarte                                      | Nathalia Rossi Fernanda Hermenegildo             | Nicole Rottmann Megan Falcon Nathaly Kurata Monique Albuquerque                      |
| 9 agosto  | ITF Women's Circuit Club Med Itaparica 2010 Itaparica, Brasile Cemento $10 000                           | Ana-Clara Duarte Roxane Vaisemberg 6-2 6-0                       | Fernanda Hermenegildo Nathalia Rossi                  | Nathalia Rossi Fernanda Hermenegildo             | Nicole Rottmann Megan Falcon Nathaly Kurata Monique Albuquerque                      |
| 9 agosto  | Tatarstan Open 2010 Kazan', Russia Cemento $50 000                                                       | Anna Lapuščenkova 6-1 2-6 7–6(4)                                 | Vitalija D'jačenko                                    | Kateryna Kozlova Lesya Curenko                   | Aleksandra Panova Ekaterina Byčkova Ksenia Palkina Nadejda Guskova                   |
| 9 agosto  | Tatarstan Open 2010 Kazan', Russia Cemento $50 000                                                       | Kacjaryna Dzehalevič Lesya Curenko 6-2 6-3                       | Albina Khabibulina Ksenia Palkina                     | Kateryna Kozlova Lesya Curenko                   | Aleksandra Panova Ekaterina Byčkova Ksenia Palkina Nadejda Guskova                   |
| 9 agosto  | Torneo Città di Locri 2010 Locri, Italia Terra rossa $10 000                                             | Valentina Sulpizio 6-1 6-0                                       | Maria-Belén Corbalán                                  | Federica di Sarra Giulia Gasparri                | Giulia Pasini Fatima El Allami Elena Bertoia Morgane Pons                            |
| 9 agosto  | Torneo Città di Locri 2010 Locri, Italia Terra rossa $10 000                                             | Federica di Sarra Valentina Sulpizio 6-4 6-2                     | Federica Grazioso Alice Savoretti                     | Federica di Sarra Giulia Gasparri                | Giulia Pasini Fatima El Allami Elena Bertoia Morgane Pons                            |
| 16 agosto | ITF Women's Circuit Bucharest 3 2010 Bucarest, Romania Terra rossa $10 000                               | Ingrid-Alexandra Radu 7-5 1-6 6-3                                | Mihaela Buzărnescu                                    | Andreea Mitu Diana Enache                        | Alice Tisset Gally de Wael Simona Ionescu Patricia Maria Tig                         |
| 16 agosto | ITF Women's Circuit Bucharest 3 2010 Bucarest, Romania Terra rossa $10 000                               | Laura-Ioana Andrei Mihaela Buzărnescu 6-1 6-3                    | Diana Enache Camelia Hristea                          | Andreea Mitu Diana Enache                        | Alice Tisset Gally de Wael Simona Ionescu Patricia Maria Tig                         |
| 16 agosto | Puncec Open 2010 Čakovec, Croazia Terra rossa $10 000                                                    | Nastja Kolar 7-5 6-4                                             | Paola Cigui                                           | Zuzana Zlochová Lucia Vrsková                    | Martina Caciotti Indire Akiki Ivana Klepić Vivien Juhászová                          |
| 16 agosto | Puncec Open 2010 Čakovec, Croazia Terra rossa $10 000                                                    | Nastja Kolar Polona Reberšak 6-0 6-1                             | Katarína Baranová Simonka Parajová                    | Zuzana Zlochová Lucia Vrsková                    | Martina Caciotti Indire Akiki Ivana Klepić Vivien Juhászová                          |
| 16 agosto | Internazionali Femminili di Tennis dell'Umbria 2010 Todi, Italia Terra rossa $10 000                     | Federica di Sarra 6-1 6-3                                        | Lisa Maria Reichmann                                  | Alice Balducci Marina Šamajko                    | Martina Gledacheva Federica Grazioso Maria Masini Lisa Sabino                        |
| 16 agosto | Internazionali Femminili di Tennis dell'Umbria 2010 Todi, Italia Terra rossa $10 000                     | Lisa Sabino Maria-Letizia Zavagli 0-6 7–6(4) [10-8]              | Alice Balducci Federica Grazioso                      | Alice Balducci Marina Šamajko                    | Martina Gledacheva Federica Grazioso Maria Masini Lisa Sabino                        |
| 16 agosto | Innsbruck Open 2010 Innsbruck, Austria Terra rossa $10 000                                               | Amra Sadiković 6-4 6-2                                           | Ellen Barry                                           | Myriam Casanova Valentine Confalonieri           | Yvonne Neuwirth Justyna Jegiołka Victoria Larrière Elixane Lechemia                  |
| 16 agosto | Innsbruck Open 2010 Innsbruck, Austria Terra rossa $10 000                                               | Victoria Larrière Elixane Lechemia Walkover                      | Xenia Knoll Amra Sadiković                            | Myriam Casanova Valentine Confalonieri           | Yvonne Neuwirth Justyna Jegiołka Victoria Larrière Elixane Lechemia                  |
| 16 agosto | ITF Women's Circuit Club Med Itaparica 2 2010 Itaparica, Brasile Terra rossa $10 000                     | Fernanda Hermenegildo 6-1 6(5)–7 6-3                             | Roxane Vaisemberg                                     | Megan Falcon Natasha Lotuffo                     | Monique Albuquerque Nathaly Kurata Nathalia Rossi Nicole Rottmann                    |
| 16 agosto | ITF Women's Circuit Club Med Itaparica 2 2010 Itaparica, Brasile Terra rossa $10 000                     | Natasha Lotuffo Roxane Vaisemberg 6-1 6-2                        | Julianna Barbosa Bacelar Beatriz Maria Martins Cecato | Megan Falcon Natasha Lotuffo                     | Monique Albuquerque Nathaly Kurata Nathalia Rossi Nicole Rottmann                    |
| 16 agosto | Westend Ladies Tennis Cup 2010 Westende, Belgio Cemento $10 000                                          | Johanna Konta 6-1 6-0                                            | Nicky van Dyck                                        | Alison van Uytvanck Darija Jurak                 | Quirine Lemoine Audrey Bergot Pemra Özgen Irina Chromačëva                           |
| 16 agosto | Westend Ladies Tennis Cup 2010 Westende, Belgio Cemento $10 000                                          | Quirine Lemoine Demi Schuurs 3-6 6-4 [10-4]                      | Irina Chromačëva Alison van Uytvanck                  | Alison van Uytvanck Darija Jurak                 | Quirine Lemoine Audrey Bergot Pemra Özgen Irina Chromačëva                           |
| 16 agosto | ITS Cup 2010 Olomouc, Repubblica Ceca Terra rossa $25 000                                                | Patricia Mayr 6-2 6-4                                            | Julia Mayr                                            | Andreja Klepač Michaela Pochabová                | Sheng-Nan Sun Nastassja Burnett Aleksandra Krunić Jing-Jing Lu                       |
| 16 agosto | ITS Cup 2010 Olomouc, Repubblica Ceca Terra rossa $25 000                                                | Sandra Klemenschits Patricia Mayr 6-3 6-1                        | Iveta Gerlová Lucie Kriegsmannová                     | Andreja Klepač Michaela Pochabová                | Sheng-Nan Sun Nastassja Burnett Aleksandra Krunić Jing-Jing Lu                       |
| 16 agosto | Internationale Tennismeisterschaften von Schleswig-Holstein 2010 Wahlstedt, Germania Terra rossa $10 000 | Barbara Sobaszkiewicz 6-0 7–6(6)                                 | Korina Perkovic                                       | Élodie Rogge-Dietrich Olga Brózda                | Carina Witthöft Aminat Kushkhova Isabella Šinikova Anna Klasen                       |
| 16 agosto | Internationale Tennismeisterschaften von Schleswig-Holstein 2010 Wahlstedt, Germania Terra rossa $10 000 | Olga Brózda Natalia Kolat 3-6 6-3 [10-8]                         | Marcella Koek Bernice van de Velde                    | Élodie Rogge-Dietrich Olga Brózda                | Carina Witthöft Aminat Kushkhova Isabella Šinikova Anna Klasen                       |
| 16 agosto | Sergei Maximov Memorial 2010 San Pietroburgo, Russia Terra rossa $10 000                                 | Nadejda Guskova 6-2 7–6(5)                                       | Anna Arina Marenko                                    | Daria Kuchmina Daria Mironova                    | Aleksandra Artamonova Anna Rapoport Viktorija Kamenskaja Elizaveta Jančuk            |
| 16 agosto | Sergei Maximov Memorial 2010 San Pietroburgo, Russia Terra rossa $10 000                                 | Evgenija Paškova Marija Žarkova 6-4 5-7 [11-9]                   | Valentina Ivachnenko Marija Malchasyan                | Daria Kuchmina Daria Mironova                    | Aleksandra Artamonova Anna Rapoport Viktorija Kamenskaja Elizaveta Jančuk            |
| 23 agosto | EmblemHealth Bronx Open 2010 Bronx, USA Cemento $100 000+H                                               | Anna Čakvetadze 4-6 6-2 6-2                                      | Sofia Arvidsson                                       | Ekaterina Makarova Klára Zakopalová              | Anastasija Sevastova Angelique Kerber Barbora Záhlavová-Strýcová Lucie Hradecká      |
| 23 agosto | EmblemHealth Bronx Open 2010 Bronx, USA Cemento $100 000+H                                               | Kristina Barrois Yvonne Meusburger 1-6 6-4 [15-13]               | Natalie Grandin Abigail Spears                        | Ekaterina Makarova Klára Zakopalová              | Anastasija Sevastova Angelique Kerber Barbora Záhlavová-Strýcová Lucie Hradecká      |
| 23 agosto | Braunschweig Women's Open 2010 Braunschweig, Germania Terra rossa $10 000                                | Scarlett Werner 6-3 6-0                                          | Aminat Kushkhova                                      | Carina Witthöft Lena-Marie Hofmann               | Marcella Koek Karen Barbat Korina Perkovic Alexandra Kiesl                           |
| 23 agosto | Braunschweig Women's Open 2010 Braunschweig, Germania Terra rossa $10 000                                | Aminat Kushkhova Ol'ga Panova 6-3 6-0                            | Antonia Lottner Jana Nabel                            | Carina Witthöft Lena-Marie Hofmann               | Marcella Koek Karen Barbat Korina Perkovic Alexandra Kiesl                           |
| 23 agosto | Modal Euro-Ten du Pays de Charleroi 2010 Wanfercee-Baulet, Belgio Terra rossa $10 000                    | Annalisa Bona 6-0 6-1                                            | Nicky van Dyck                                        | Diana Enache Alizé Lim                           | Bianca Koch Irina Ramialison Martina Gledacheva Gally de Wael                        |
| 23 agosto | Modal Euro-Ten du Pays de Charleroi 2010 Wanfercee-Baulet, Belgio Terra rossa $10 000                    | Diana Enache Alizé Lim 6-0 6-3                                   | Gally de Wael Fatima El Allami                        | Diana Enache Alizé Lim                           | Bianca Koch Irina Ramialison Martina Gledacheva Gally de Wael                        |
| 23 agosto | KELAG Ladies Open 2010 Pörtschach am Wörthersee, Austria Terra rossa $10 000                             | Julia Mayr 6-3 6-1                                               | Evelyn Mayr                                           | Nataša Zorić Vivienne Vierin                     | Anne Schäfer Martina Parmigiani Marlena Metzinger Janina Toljan                      |
| 23 agosto | KELAG Ladies Open 2010 Pörtschach am Wörthersee, Austria Terra rossa $10 000                             | Evelyn Mayr Julia Mayr 6-4 6-1                                   | Dalila Jakupovič Vivienne Vierin                      | Nataša Zorić Vivienne Vierin                     | Anne Schäfer Martina Parmigiani Marlena Metzinger Janina Toljan                      |
| 23 agosto | Twents Open 2010 Enschede, Paesi Bassi Terra rossa $10 000                                               | Bibiane Schoofs 6-1 6-2                                          | Nicola Geuer                                          | Lisanne van Riet Katharina Brown                 | Natalia Kolat Avgusta Tsybysheva Marina Mel'nikova Sabine van der Sar                |
| 23 agosto | Twents Open 2010 Enschede, Paesi Bassi Terra rossa $10 000                                               | Olga Brózda Natalia Kolat 6-1 6-3                                | Carolin Daniels Julia Wachaczyk                       | Lisanne van Riet Katharina Brown                 | Natalia Kolat Avgusta Tsybysheva Marina Mel'nikova Sabine van der Sar                |
| 23 agosto | Vinkovci Open 2010 Vinkovci, Croazia Terra rossa $10 000                                                 | Réka-Luca Jani 6-2 6-4                                           | Zuzana Linhová                                        | Conny Perrin Raluca Elena Platon                 | Indire Akiki Zsófia Susányi Polona Reberšak Ksenia Gospodinova                       |
| 23 agosto | Vinkovci Open 2010 Vinkovci, Croazia Terra rossa $10 000                                                 | Réka-Luca Jani Raluca Elena Platon 6-3 6-0                       | Indire Akiki Zuzana Linhová                           | Conny Perrin Raluca Elena Platon                 | Indire Akiki Zsófia Susányi Polona Reberšak Ksenia Gospodinova                       |
| 23 agosto | Synot Tip Open 2010 Praga, Repubblica Ceca Terra rossa $10 000                                           | Michaela Pochabová 7-5 7-5                                       | Lucie Kriegsmannová                                   | Monika Tumová Jana Jandová                       | Petra Rohanová Tereza Hladíková Denisa Allertová Martina Borecká                     |
| 23 agosto | Synot Tip Open 2010 Praga, Repubblica Ceca Terra rossa $10 000                                           | Iveta Gerlová Lucie Kriegsmannová 6-1 6-3                        | Zuzana Luknárová Karin Morgosová                      | Monika Tumová Jana Jandová                       | Petra Rohanová Tereza Hladíková Denisa Allertová Martina Borecká                     |
| 23 agosto | Doboj Ladies Open 2010 Doboj, Bosnia ed Erzegovina Terra rossa $10 000                                   | Zuzana Zlochová 7–6(4) 7-5                                       | Jasmina Kajtazović                                    | Nicole Clerico Patricia Chirea                   | Camelia Hristea Dalia Zafirova Nadejda Vassileva Anna Zaja                           |
| 23 agosto | Doboj Ladies Open 2010 Doboj, Bosnia ed Erzegovina Terra rossa $10 000                                   | Jasmina Kajtazović Zuzana Zlochová 6-1 6-2                       | Alexandra Damaschin Anna Zaja                         | Nicole Clerico Patricia Chirea                   | Camelia Hristea Dalia Zafirova Nadejda Vassileva Anna Zaja                           |
| 23 agosto | The Green Women`s Circuit 2010 Kawaguchi, Giappone Cemento $10 000                                       | Hsu Wen-Hsin 6-1 1-6 6-3                                         | Duan Ying-Ying                                        | Akiko Yonemura Erika Takao                       | Kumiko Iijima Akari Inoue Wang Qiang Miyabi Inoue                                    |
| 23 agosto | The Green Women`s Circuit 2010 Kawaguchi, Giappone Cemento $10 000                                       | Akari Inoue Kotomi Takahata 6-3 6-3                              | Kumiko Iijima Akiko Yonemura                          | Akiko Yonemura Erika Takao                       | Kumiko Iijima Akari Inoue Wang Qiang Miyabi Inoue                                    |
| 23 agosto | Asociacion Argentina de Tenis Women Circuit 3 2010 Buenos Aires, Argentina Terra rossa $10 000           | Mailen Auroux 6-2 7-5                                            | Vanesa Furlanetto                                     | Tatiana Búa Carla Lucero                         | Daniela Seguel Karolina Nowak Isabella Robbiani Aranza Salut                         |
| 23 agosto | Asociacion Argentina de Tenis Women Circuit 3 2010 Buenos Aires, Argentina Terra rossa $10 000           | Mailen Auroux Karen Emilia Castiblanco Duarte 7-5 6-0            | Estefania Donnet Carla Lucero                         | Tatiana Búa Carla Lucero                         | Daniela Seguel Karolina Nowak Isabella Robbiani Aranza Salut                         |
| 23 agosto | ITF Femenil San Luis Potosí 2010 San Luis Potosí, Messico Cemento $10 000                                | Macall Harkins 6-1 6-4                                           | Sasha Khabibulina                                     | Stacey Tan Carolina Betancourt                   | Marcela Zacarías Nicole Rottmann Neda Kozić Nazari Urbina                            |
| 23 agosto | ITF Femenil San Luis Potosí 2010 San Luis Potosí, Messico Cemento $10 000                                | Macall Harkins Nicole Rottmann 6-1 6-4                           | Andrea Benitez Nadia Echeverria Alam                  | Stacey Tan Carolina Betancourt                   | Marcela Zacarías Nicole Rottmann Neda Kozić Nazari Urbina                            |
| 30 agosto | Sekisho Challenge Open 2010 Tsukuba, Giappone Cemento $25 000                                            | Noppawan Lertcheewakarn 6-4 6-1                                  | Shiho Akita                                           | Lee Ye-Ra Sachie Ishizu                          | Duan Ying-Ying Erika Sema Lu Jia-Jing Nudnida Luangnam                               |
| 30 agosto | Sekisho Challenge Open 2010 Tsukuba, Giappone Cemento $25 000                                            | Kumiko Iijima Akiko Yonemura 4-6 7–6(6) [10-7]                   | Chan Chin-Wei Chen Yi                                 | Lee Ye-Ra Sachie Ishizu                          | Duan Ying-Ying Erika Sema Lu Jia-Jing Nudnida Luangnam                               |
| 30 agosto | Gliwice Open 2010 Gliwice, Polonia Terra rossa $10 000                                                   | Paula Kania 7–6(2) 3-6 7-5                                       | Anna Korzeniak                                        | Katarzyna Kawa Justyna Jegiołka                  | Barbara Sobaszkiewicz Anna Rapoport Anastasija Muchametova Karolina Kosińska         |
| 30 agosto | Gliwice Open 2010 Gliwice, Polonia Terra rossa $10 000                                                   | Justyna Jegiołka Katarzyna Kawa 6-2 7–6(4)                       | Olga Brózda Weronika Domagała                         | Katarzyna Kawa Justyna Jegiołka                  | Barbara Sobaszkiewicz Anna Rapoport Anastasija Muchametova Karolina Kosińska         |
| 30 agosto | Trofeu Ciutat De Mollerussa 2010 Mollerussa, Spagna Cemento $10 000                                      | Estrella Cabeza-Candela 6-2 6-4                                  | Jevgenija Kryvoručko                                  | Marta Sirotkina Keren Shlomo                     | Ivonne Cavalle-Reimers Pilar Domínguez-López Ol'ga Panova Ulrikke Eikeri             |
| 30 agosto | Trofeu Ciutat De Mollerussa 2010 Mollerussa, Spagna Cemento $10 000                                      | Jevgenija Kryvoručko Nadia Lalami 6-3 5-7 [10-8]                 | Aminat Kushkhova Ol'ga Panova                         | Marta Sirotkina Keren Shlomo                     | Ivonne Cavalle-Reimers Pilar Domínguez-López Ol'ga Panova Ulrikke Eikeri             |
| 30 agosto | ITF Women's Circuit Bassano del Grappa 2010 Bassano del Grappa, Italia Terra rossa $10 000               | Paola Cigui 6-4 6-1                                              | Tina Schiechtl                                        | Gioia Barbieri Alice Moroni                      | Anna-Giulia Remondina Marina Šamajko Giulia Gabba Clelia Melena                      |
| 30 agosto | ITF Women's Circuit Bassano del Grappa 2010 Bassano del Grappa, Italia Terra rossa $10 000               | Federica Grazioso Vivienne Vierin 6-1 6-3                        | Giulia Gasparri Verdiana Verardi                      | Gioia Barbieri Alice Moroni                      | Anna-Giulia Remondina Marina Šamajko Giulia Gabba Clelia Melena                      |
| 30 agosto | Thermphos Challenger Zeeland 2010 Middelburg, Paesi Bassi Terra rossa $10 000                            | Angelique van der Meet 6-1 6-3                                   | Lesley Kerkhove                                       | Sabine van der Sar Danielle Harmsen              | Océane Adam Fatima El Allami Anna Brazhnikova Bernice van de Velde                   |
| 30 agosto | Thermphos Challenger Zeeland 2010 Middelburg, Paesi Bassi Terra rossa $10 000                            | Quirine Lemoine Sabine van der Sar 6-1 6-0                       | Bernice van de Velde Angelique van der Meet           | Sabine van der Sar Danielle Harmsen              | Océane Adam Fatima El Allami Anna Brazhnikova Bernice van de Velde                   |
| 30 agosto | ITF Women's Instirig Cup 2010 Balș, Romania Terra rossa $10 000                                          | Mihaela Buzărnescu 6-3 6-2                                       | Alexandra Cadanțu                                     | Martina Gledacheva Diana Enache                  | Valentina Sulpizio Sabina Lupu Ingrid-Alexandra Radu Ionela-Andreea Iova             |
| 30 agosto | ITF Women's Instirig Cup 2010 Balș, Romania Terra rossa $10 000                                          | Alexandra Cadanțu Alexandra Damaschin 6-3 7-5                    | Martina Gledacheva Valentina Sulpizio                 | Martina Gledacheva Diana Enache                  | Valentina Sulpizio Sabina Lupu Ingrid-Alexandra Radu Ionela-Andreea Iova             |
| 30 agosto | Osijek Open 2010 Osijek, Croazia Terra rossa $10 000                                                     | Conny Perrin 7–6(10) 4-6 6-1                                     | Réka-Luca Jani                                        | Klaudia Boczová Dunja Šunkić                     | Zsófia Susányi Nataša Zorić Katarína Maráčková Amandine Hesse                        |
| 30 agosto | Osijek Open 2010 Osijek, Croazia Terra rossa $10 000                                                     | Réka-Luca Jani Martina Kubičíková 6-1 6-1                        | Petra Šunić Nataša Zorić                              | Klaudia Boczová Dunja Šunkić                     | Zsófia Susányi Nataša Zorić Katarína Maráčková Amandine Hesse                        |
| 30 agosto | Brcko Ladies Open 2010 Brčko, Bosnia ed Erzegovina Terra rossa $10 000                                   | Zuzana Zlochová 6-4 6-4                                          | Zuzana Linhová                                        | Ema Burgić Yana Buchina                          | Jasmina Kajtazović Bianca Koch Diāna Marcinkēviča Csilla Argyelan                    |
| 30 agosto | Brcko Ladies Open 2010 Brčko, Bosnia ed Erzegovina Terra rossa $10 000                                   | Ema Burgić Jasmina Kajtazović 6-3 6-3                            | Patricia Chirea Margarita Lazareva                    | Ema Burgić Yana Buchina                          | Jasmina Kajtazović Bianca Koch Diāna Marcinkēviča Csilla Argyelan                    |
| 30 agosto | Yesilyurt Sport Club 2010 Istanbul, Turchia Cemento $10 000                                              | Annalisa Bona 6-2 6-2                                            | Laura Ioana Andrei                                    | Başak Eraydın Janina Toljan                      | Ksenia Palkina Jasmin Steinherr Jade Hopper Malou Ejdesgaard                         |
| 30 agosto | Yesilyurt Sport Club 2010 Istanbul, Turchia Cemento $10 000                                              | Malou Ejdesgaard Ksenia Palkina 6-4 6-4                          | Gally de Wael Janina Toljan                           | Başak Eraydın Janina Toljan                      | Ksenia Palkina Jasmin Steinherr Jade Hopper Malou Ejdesgaard                         |
| 30 agosto | ITF Women's Circuit Santa Fe 2010 Santa Fe, Argentina Terra rossa $10 000                                | Camila Silva 1-6 6-3 7–6(7)                                      | Vanesa Furlanetto                                     | Aranza Salut Estefania Donnet                    | Nataly Yoo Tatiana Búa Lucía Jara-Lozano Carla Lucero                                |
| 30 agosto | ITF Women's Circuit Santa Fe 2010 Santa Fe, Argentina Terra rossa $10 000                                | Karen Emilia Castiblanco Duarte Camila Silva 4-6 6-3 [10-6]      | Tatiana Búa Aranza Salut                              | Aranza Salut Estefania Donnet                    | Nataly Yoo Tatiana Búa Lucía Jara-Lozano Carla Lucero                                |

## Settembre
| Settimana    | Torneo                                                                                              | Vincitrice                                                | Finalista                                         | Semifinalie                                     | Quarti di finale                                                                    |
| ------------ | --------------------------------------------------------------------------------------------------- | --------------------------------------------------------- | ------------------------------------------------- | ----------------------------------------------- | ----------------------------------------------------------------------------------- |
| 6 settembre  | Torneo Internazionale Regione Piemonte 2010 Biella, Italia Terra rossa $100 000                     | Renata Voráčová 6-4 6-2                                   | Zuzana Ondrášková                                 | Tatjana Maria Sandra Záhlavová                  | Laura Pous Tió Mathilde Johansson Laura Thorpe Tathiana Garbin                      |
| 6 settembre  | Torneo Internazionale Regione Piemonte 2010 Biella, Italia Terra rossa $100 000                     | Marija Korytceva Ioana Raluca Olaru 7-5 6-4               | Andreja Klepač Aurélie Védy                       | Tatjana Maria Sandra Záhlavová                  | Laura Pous Tió Mathilde Johansson Laura Thorpe Tathiana Garbin                      |
| 6 settembre  | Open GDF SUEZ de la Porte du Hainaut 2010 Denain, Francia Terra rossa $25 000                       | Anaïs Laurendon 6-3 7-5                                   | Stéphanie Cohen-Aloro                             | Giulia Gatto-Monticone Nadejda Guskova          | Valerie Verhamme Elica Kostova Lara Arruabarrena-Vecino Nanuli Pipiya               |
| 6 settembre  | Open GDF SUEZ de la Porte du Hainaut 2010 Denain, Francia Terra rossa $25 000                       | Nadejda Guskova Maryna Zanevs'ka 6-2 6-0                  | Evelyn Mayr Julia Mayr                            | Giulia Gatto-Monticone Nadejda Guskova          | Valerie Verhamme Elica Kostova Lara Arruabarrena-Vecino Nanuli Pipiya               |
| 6 settembre  | TEAN International 2010 Alphen aan den Rijn, Paesi Bassi Terra rossa $25 000                        | Julia Schruff 6-0 6-3                                     | Irena Pavlović                                    | Arantxa Rus Valerija Solov'ëva                  | Julija Bejhel'zymer Angelique van der Meet Estrella Cabeza-Candela Tadeja Majerič   |
| 6 settembre  | TEAN International 2010 Alphen aan den Rijn, Paesi Bassi Terra rossa $25 000                        | Danielle Harmsen Bibiane Schoofs 6-3 6-2                  | Ksenija Lykina Irena Pavlović                     | Arantxa Rus Valerija Solov'ëva                  | Julija Bejhel'zymer Angelique van der Meet Estrella Cabeza-Candela Tadeja Majerič   |
| 6 settembre  | Katowice Open 2010 Katowice, Polonia Terra rossa $25 000                                            | Magda Linette 3-6 6-2 6-2                                 | Eva Birnerová                                     | Oksana Kalašnikova Oksana Ljubcova              | Paula Kania Anna Korzeniak Kristína Kučová Lenka Wienerová                          |
| 6 settembre  | Katowice Open 2010 Katowice, Polonia Terra rossa $25 000                                            | Olga Brózda Natalia Kołat 6-3 6-3                         | Katarzyna Piter Barbara Sobaszkiewicz             | Oksana Kalašnikova Oksana Ljubcova              | Paula Kania Anna Korzeniak Kristína Kučová Lenka Wienerová                          |
| 6 settembre  | Trofeo Società Gestioni Energetiche 2010 Casale Monferrato, Italia Terra rossa $10 000              | Federica di Sarra 6-3 6-4                                 | Erika Zanchetta                                   | Giulia Gabba Vivienne Vierin                    | Valentine Confalonieri Stefania Chieppa Chiara Mendo Gioia Barbieri                 |
| 6 settembre  | Trofeo Società Gestioni Energetiche 2010 Casale Monferrato, Italia Terra rossa $10 000              | Federica di Sarra Giulia Gabba 6-2 6-2                    | Federica Grazioso Vivienne Vierin                 | Giulia Gabba Vivienne Vierin                    | Valentine Confalonieri Stefania Chieppa Chiara Mendo Gioia Barbieri                 |
| 6 settembre  | Sarajevo Ladies Open 2010 Sarajevo, Bosnia ed Erzegovina Terra rossa $10 000                        | Ani Mijačika 6-1 6-2                                      | Viktorija Tomova                                  | Yana Buchina Claudia Antonia Enache             | Emma Flood Dalia Zafirova Zuzana Zlochová Blanka Szávay                             |
| 6 settembre  | Sarajevo Ladies Open 2010 Sarajevo, Bosnia ed Erzegovina Terra rossa $10 000                        | Yana Buchina Polina Rodionova 7–6(5) 2-6 [10-5]           | Matea Čutura Ani Mijačika                         | Yana Buchina Claudia Antonia Enache             | Emma Flood Dalia Zafirova Zuzana Zlochová Blanka Szávay                             |
| 6 settembre  | Torneo Internacional Femenino Villa de Madrid 2010 Madrid, Spagna Cemento $10 000                   | Marta Sirotkina 4-6 6-4 6-4                               | Naomi Broady                                      | Alice Savoretti Emily Webley-Smith              | Ivonne Cavalle-Reimers Rocío de la Torre-Sánchez Carmen López-Rueda Ximena Hermoso  |
| 6 settembre  | Torneo Internacional Femenino Villa de Madrid 2010 Madrid, Spagna Cemento $10 000                   | Naomi Broady Emily Webley-Smith 6-2 6-3                   | Jennifer Ren Marta Sirotkina                      | Alice Savoretti Emily Webley-Smith              | Ivonne Cavalle-Reimers Rocío de la Torre-Sánchez Carmen López-Rueda Ximena Hermoso  |
| 6 settembre  | Nikea Larissas Tournament 2010 Larissa, Grecia Cemento $10 000                                      | Aleksandra Artamonova 4-6 6-2 7-5                         | Ofri Lankri                                       | Gally de Wael Vlada Ėkšibarova                  | Keren Shlomo Anna Fitzpatrick Claudia Dumitrescu Samantha Powers                    |
| 6 settembre  | Nikea Larissas Tournament 2010 Larissa, Grecia Cemento $10 000                                      | Aleksandra Artamonova Diāna Marcinkēviča 6-1 6-1          | Claudia Dumitrescu Diana Isaeva                   | Gally de Wael Vlada Ėkšibarova                  | Keren Shlomo Anna Fitzpatrick Claudia Dumitrescu Samantha Powers                    |
| 6 settembre  | Noto International Women's Open 2010 Noto, Giappone Sintetico $25 000                               | Tamarine Tanasugarn 7-5 6-2                               | Nudnida Luangnam                                  | Akari Inoue Wang Qiang                          | Hsu Wen-Hsin Kazusa Ito Shiho Hisamatsu Shūko Aoyama                                |
| 6 settembre  | Noto International Women's Open 2010 Noto, Giappone Sintetico $25 000                               | Rika Fujiwara Tamarine Tanasugarn 6-3 6-3                 | Shūko Aoyama Akari Inoue                          | Akari Inoue Wang Qiang                          | Hsu Wen-Hsin Kazusa Ito Shiho Hisamatsu Shūko Aoyama                                |
| 6 settembre  | Cairns Tennis International 2010 Cairns, Australia Cemento $25 000                                  | Ana-Clara Duarte 6-3 3-6 6-2                              | Noppawan Lertcheewakarn                           | Tammi Patterson Melanie South                   | Sacha Jones Han Sung-Hee Olivia Rogowska Azra Hadzic                                |
| 6 settembre  | Cairns Tennis International 2010 Cairns, Australia Cemento $25 000                                  | Tammi Patterson Olivia Rogowska 6-3 7–6(3)                | Tyra Calderwood Noppawan Lertcheewakarn           | Tammi Patterson Melanie South                   | Sacha Jones Han Sung-Hee Olivia Rogowska Azra Hadzic                                |
| 6 settembre  | Asociacion Argentina de Tenis Women Circuit 2010 Buenos Aires, Argentina Terra rossa $10 000        | Vanesa Furlanetto 6-3 6-2                                 | Carla Lucero                                      | Karen Emilia Castiblanco Duarte Teliana Pereira | Carolina Zeballos Karolina Nowak Camila Silva Sofia Luini                           |
| 6 settembre  | Asociacion Argentina de Tenis Women Circuit 2010 Buenos Aires, Argentina Terra rossa $10 000        | Luciana Sarmenti Emilia Yorio 7-5 6-1                     | Florencia di Biasi Veronica Spiegel               | Karen Emilia Castiblanco Duarte Teliana Pereira | Carolina Zeballos Karolina Nowak Camila Silva Sofia Luini                           |
| 13 settembre | Allianz Cup 2010 Sofia, Bulgaria Terra rossa $100 000                                               | Mathilde Johansson 6-4 3-1 ritiro                         | Carla Suárez Navarro                              | Alizé Cornet Tathiana Garbin                    | Maša Zec Peškirič Yvonne Meusburger Petra Martić Eléni Daniilídou                   |
| 13 settembre | Allianz Cup 2010 Sofia, Bulgaria Terra rossa $100 000                                               | Eléni Daniilídou Jasmin Wöhr 6-3 6-4                      | Sandra Klemenschits Tatjana Maria                 | Alizé Cornet Tathiana Garbin                    | Maša Zec Peškirič Yvonne Meusburger Petra Martić Eléni Daniilídou                   |
| 13 settembre | Zagreb Ladies Open 2010 Zagabria, Croazia Terra rossa $25 000                                       | Renata Voráčová 6-1 4-6 6-4                               | Magda Linette                                     | Klaudia Boczová Ana Vrljić                      | Ani Mijačika Kristína Kučová Anaïs Laurendon Dia Evtimova                           |
| 13 settembre | Zagreb Ladies Open 2010 Zagabria, Croazia Terra rossa $25 000                                       | Mailen Auroux Nataša Zorić 7-5 5-7 [14-12]                | Ani Mijačika Ana Vrljić                           | Klaudia Boczová Ana Vrljić                      | Ani Mijačika Kristína Kučová Anaïs Laurendon Dia Evtimova                           |
| 13 settembre | Royal Cup 2010 Podgorica, Montenegro Terra rossa $25 000                                            | Irina Begu 6-1 6-1                                        | Annalisa Bona                                     | Julija Bejhel'zymer Audrey Bergot               | Mihaela Buzărnescu Maryna Zanevs'ka Tadeja Majerič Lenka Wienerová                  |
| 13 settembre | Royal Cup 2010 Podgorica, Montenegro Terra rossa $25 000                                            | Irina Begu Mihaela Buzărnescu 5-7 7-5 [12-10]             | Valerija Solov'ëva Maryna Zanevs'ka               | Julija Bejhel'zymer Audrey Bergot               | Mihaela Buzărnescu Maryna Zanevs'ka Tadeja Majerič Lenka Wienerová                  |
| 13 settembre | ITF Women's Circuit Mytilene 2010 Mitilene, Grecia Cemento $10 000                                  | Despina Papamichail 3-6 6-3 7-5                           | Anna Zaja                                         | Vlada Ėkšibarova Diana Arutyunova               | Keren Shlomo Jasmin Steinherr Diana Isaeva Samantha Powers                          |
| 13 settembre | ITF Women's Circuit Mytilene 2010 Mitilene, Grecia Cemento $10 000                                  | Chen Astrogo Keren Shlomo 6-1 6-3                         | Başak Eraydın Diana Isaeva                        | Vlada Ėkšibarova Diana Arutyunova               | Keren Shlomo Jasmin Steinherr Diana Isaeva Samantha Powers                          |
| 13 settembre | ITF Women's Circuit Lleida 2010 Lleida, Spagna Terra rossa $10 000                                  | Elixane Lechemia 7–6(3) 6-1                               | Nadia Lalami                                      | Aida Martínez Sanjuán Amanda Carreras           | Alix Collombon Avgusta Tsybysheva Ilinca Stoica Katharina Holert                    |
| 13 settembre | ITF Women's Circuit Lleida 2010 Lleida, Spagna Terra rossa $10 000                                  | Ulrikke Eikeri Caroline Rohde-Moe 7-5 5-0 ritiro          | Alix Collombon Jessica Ginier                     | Aida Martínez Sanjuán Amanda Carreras           | Alix Collombon Avgusta Tsybysheva Ilinca Stoica Katharina Holert                    |
| 13 settembre | USTA Challenger of Redding 2010 Redding, USA Cemento $25 000                                        | Jamie Hampton 3-6 6-1 6-4                                 | Jelena Pandžić                                    | Tetjana Lužans'ka Laura Siegemund               | Gabriela Paz Allie Will Dar'ja Gavrilova Yasmin Schnack                             |
| 13 settembre | USTA Challenger of Redding 2010 Redding, USA Cemento $25 000                                        | Christina Fusano Yasmin Schnack 6-2 3-6 [10-6]            | Kim-Anh Nguyen Jelena Pandžić                     | Tetjana Lužans'ka Laura Siegemund               | Gabriela Paz Allie Will Dar'ja Gavrilova Yasmin Schnack                             |
| 13 settembre | ITF Women's Circuit Caracas 2010 Caracas, Venezuela Cemento $10 000                                 | Adriana Pérez 6-3 6-1                                     | Andrea Gámiz                                      | Nicole Rottmann Gally de Wael                   | Nataly Yoo Stephany Gamíz Ana Gabriela Gerbasi Guadalupe Moreno                     |
| 13 settembre | ITF Women's Circuit Caracas 2010 Caracas, Venezuela Cemento $10 000                                 | Gally de Wael Nicole Rottmann 6-2 1-6 [10-4]              | Andrea Gámiz Adriana Pérez                        | Nicole Rottmann Gally de Wael                   | Nataly Yoo Stephany Gamíz Ana Gabriela Gerbasi Guadalupe Moreno                     |
| 13 settembre | Yusa Open 2010 Kyoto, Giappone Sintetico $10 000                                                    | Makiho Kozawa 7-5 6-2                                     | Nudnida Luangnam                                  | Ayumi Oka Kotomi Takahata                       | Tomoko Taira Kazusa Ito Yuka Mori Akiko Ōmae                                        |
| 13 settembre | Yusa Open 2010 Kyoto, Giappone Sintetico $10 000                                                    | Kazusa Ito Tomoko Taira 6-3 7–6(5)                        | Ayumi Oka Kaori Onishi                            | Ayumi Oka Kotomi Takahata                       | Tomoko Taira Kazusa Ito Yuka Mori Akiko Ōmae                                        |
| 13 settembre | Circuito Brasileiro Feminino Itapema 2010 Itapema, Brasile Terra rossa $10 000                      | Roxane Vaisemberg 6-0 6-0                                 | Marie Elise Casares                               | Natalia Cheng Natasha Lotuffo                   | Gabriella Barbosa-Costa Silva Carla Lucero Nathalia Rossi Carla Forte               |
| 13 settembre | Circuito Brasileiro Feminino Itapema 2010 Itapema, Brasile Terra rossa $10 000                      | Monique Albuquerque Roxane Vaisemberg 6-3 6-3             | Maria Fernanda Alves Natalia Cheng                | Natalia Cheng Natasha Lotuffo                   | Gabriella Barbosa-Costa Silva Carla Lucero Nathalia Rossi Carla Forte               |
| 13 settembre | Save Cup 2010 Mestre, Italia Terra rossa $50 000                                                    | Zuzana Ondrášková 6-3 6-3                                 | Lucie Hradecká                                    | Eva Birnerová Julia Schruff                     | Andreja Klepač Marija Korytceva Elise Tamaela Arantxa Rus                           |
| 13 settembre | Save Cup 2010 Mestre, Italia Terra rossa $50 000                                                    | Claudia Giovine Karin Knapp 6(6)–7 7-5 [13-11]            | Eva Birnerová Andreja Klepač                      | Eva Birnerová Julia Schruff                     | Andreja Klepač Marija Korytceva Elise Tamaela Arantxa Rus                           |
| 13 settembre | Darwin Tennis International 2010 Darwin, Australia Cemento $25 000                                  | Olivia Rogowska 6-2 2-6 6-0                               | Naomi Cavaday                                     | Jessica Moore Tammi Patterson                   | Victoria Larrière Chiaki Okadaue Melanie South Kumiko Iijima                        |
| 13 settembre | Darwin Tennis International 2010 Darwin, Australia Cemento $25 000                                  | Kumiko Iijima Yurika Sema 6-4 6-1                         | Alenka Hubacek Tammi Patterson                    | Jessica Moore Tammi Patterson                   | Victoria Larrière Chiaki Okadaue Melanie South Kumiko Iijima                        |
| 20 settembre | Open GDF SUEZ de Bretagne 2010 Saint-Malo, Francia Terra rossa $100 000+H                           | Romina Oprandi 6-2 2-6 6-2                                | Alizé Cornet                                      | Virginie Razzano Olivia Sanchez                 | Timea Bacsinszky Sandra Záhlavová Zuzana Ondrášková Anaïs Laurendon                 |
| 20 settembre | Open GDF SUEZ de Bretagne 2010 Saint-Malo, Francia Terra rossa $100 000+H                           | Petra Cetkovská Lucie Hradecká 6-4 6-2                    | Marija Korytceva Ioana Raluca Olaru               | Virginie Razzano Olivia Sanchez                 | Timea Bacsinszky Sandra Záhlavová Zuzana Ondrášková Anaïs Laurendon                 |
| 20 settembre | AEGON Pro Series Shrewsbury 2010 Shrewsbury, Gran Bretagna Cemento $75 000                          | Eva Birnerová 7-6(1) 3-6 6-0                              | Anne Kremer                                       | Kristina Barrois Vesna Manasieva                | Vitalija D'jačenko Ana Vrljić Naomi Broady Heather Watson                           |
| 20 settembre | AEGON Pro Series Shrewsbury 2010 Shrewsbury, Gran Bretagna Cemento $75 000                          | Vitalija D'jačenko Irena Pavlović 4-6 6-4 [10-6]          | Claire Feuerstein Vesna Manasieva                 | Kristina Barrois Vesna Manasieva                | Vitalija D'jačenko Ana Vrljić Naomi Broady Heather Watson                           |
| 20 settembre | Torneo Internacional Femenino ITF Distrito Vicalvaro 2010 Madrid, Spagna Cemento $10 000            | Katharina Holert 3-6 6-3 6-2                              | Silvia García Jiménez                             | Janina Toljan Pilar Domíguez-López              | Arabela Fernandez-Rabener Diana Stomlega Jasmin Steinherr Rocío de la Torre-Sánchez |
| 20 settembre | Torneo Internacional Femenino ITF Distrito Vicalvaro 2010 Madrid, Spagna Cemento $10 000            | Lena-Marie Hofmann Janina Toljan 7–6(6) 7-5               | Laura Apaolaza-Miradevilla Ivonne Cavalle-Reimers | Janina Toljan Pilar Domíguez-López              | Arabela Fernandez-Rabener Diana Stomlega Jasmin Steinherr Rocío de la Torre-Sánchez |
| 20 settembre | Telavi Open 2010 Telavi, Georgia Terra rossa $25 000                                                | Melanie Klaffner 3-6 6-0 3-0 ritiro                       | Iryna Burjačok                                    | Oksana Kalašnikova Karolina Kosińska            | Angelique van der Meet Réka-Luca Jani Viktoria Yemialyanava Al'ona Sotnikova        |
| 20 settembre | Telavi Open 2010 Telavi, Georgia Terra rossa $25 000                                                | Veronika Kapšaj Agnes Szatmari 6-1 2-6 [10-8]             | Oksana Kalašnikova Melanie Klaffner               | Oksana Kalašnikova Karolina Kosińska            | Angelique van der Meet Réka-Luca Jani Viktoria Yemialyanava Al'ona Sotnikova        |
| 20 settembre | Trofeo Magna Capitanata 2010 Foggia, Italia Terra rossa $25 000                                     | Laura Pous Tió 3-6 6-3 6-4                                | María-Teresa Torró-Flor                           | Florencia Molinero Anna Floris                  | Anna-Giulia Remondina Estrella Cabeza-Candela María Irigoyen Julia Schruff          |
| 20 settembre | Trofeo Magna Capitanata 2010 Foggia, Italia Terra rossa $25 000                                     | María Irigoyen Florencia Molinero 6-2 6-2                 | Estrella Cabeza-Candela Laura Pous Tió            | Florencia Molinero Anna Floris                  | Anna-Giulia Remondina Estrella Cabeza-Candela María Irigoyen Julia Schruff          |
| 20 settembre | TC 2000 Sever Dron 2010 Bucarest, Romania Terra rossa $25 000                                       | Mădălina Gojnea 6-4 6-4                                   | Kristína Kučová                                   | Lenka Juríková Elica Kostova                    | Irina Begu Michaela Pochabová Elena Bogdan Bibane Schoofs                           |
| 20 settembre | TC 2000 Sever Dron 2010 Bucarest, Romania Terra rossa $25 000                                       | Irina Begu Elena Bogdan 6-1 6-3                           | Leticia Costas Moreira Eva Fernández-Brugués      | Lenka Juríková Elica Kostova                    | Irina Begu Michaela Pochabová Elena Bogdan Bibane Schoofs                           |
| 20 settembre | ITF Women's Circuit Novi Sad 2010 Novi Sad, Serbia Terra rossa $10 000                              | Ana Jovanović 6-2 6-3                                     | Ingrid-Alexandra Radu                             | Nastja Kolar Marina Kačhar                      | Jana Jandová Doroteja Erić Dunja Šunkić Martina Kubičíková                          |
| 20 settembre | ITF Women's Circuit Novi Sad 2010 Novi Sad, Serbia Terra rossa $10 000                              | Jana Jandová Martina Kubičíková 6(4)–7 6-4 [11-9]         | Lіdzіja Marozava Ekaterina Jakovleva              | Nastja Kolar Marina Kačhar                      | Jana Jandová Doroteja Erić Dunja Šunkić Martina Kubičíková                          |
| 20 settembre | Torneo Thessaloniki Tennis Club 2010 Salonicco, Grecia Terra rossa $10 000                          | Anastasija Muchametova 1-6 6-1 6-3                        | Başak Eraydın                                     | Keren Shlomo Gail Brodsky                       | Bianca Koch Chen Astrogo Daria Mironova Kim Grajdek                                 |
| 20 settembre | Torneo Thessaloniki Tennis Club 2010 Salonicco, Grecia Terra rossa $10 000                          | Kim Grajdek Anastasija Muchametova 6-2 6-3                | Chen Astrogo Keren Shlomo                         | Keren Shlomo Gail Brodsky                       | Bianca Koch Chen Astrogo Daria Mironova Kim Grajdek                                 |
| 20 settembre | Coleman Vision Tennis Championships 2010 Albuquerque, USA Cemento $75 000                           | Mirjana Lučić 6-1 6-4                                     | Lindsay Lee-Waters                                | Varvara Lepchenko Anna Tatišvili                | Sloane Stephens Kathrin Wörle Kimberly Couts Ahsha Rolle                            |
| 20 settembre | Coleman Vision Tennis Championships 2010 Albuquerque, USA Cemento $75 000                           | Lindsay Lee-Waters Megan Moulton-Levy 2-6 6-3 [10-8]      | Abigail Spears Mashona Washington                 | Varvara Lepchenko Anna Tatišvili                | Sloane Stephens Kathrin Wörle Kimberly Couts Ahsha Rolle                            |
| 20 settembre | National Bank Challenger Saguenay 2010 Saguenay, Canada Cemento $50 000                             | Rebecca Marino 6-4 6(4)–7 7–6(5)                          | Alison Riske                                      | Marina Eraković Heidi El Tabakh                 | Johanna Konta Séverine Beltrame Jamie Hampton Valérie Tétreault                     |
| 20 settembre | National Bank Challenger Saguenay 2010 Saguenay, Canada Cemento $50 000                             | Jorgelina Cravero Stéphanie Foretz Gacon 6-3 6-4          | Heidi El Tabakh Rebecca Marino                    | Marina Eraković Heidi El Tabakh                 | Johanna Konta Séverine Beltrame Jamie Hampton Valérie Tétreault                     |
| 20 settembre | Alice Springs Tennis International 2010 Alice Springs, Australia Cemento $25 000                    | Sacha Jones 5-7 6-3 6-3                                   | Ana-Clara Duarte                                  | Melanie South Olivia Rogowska                   | Pemra Özgen Daniella Dominikovic Alison Bai Bojana Bobusic                          |
| 20 settembre | Alice Springs Tennis International 2010 Alice Springs, Australia Cemento $25 000                    | Erika Sema Yurika Sema 7-5 6-1                            | Alison Bai Emelyn Starr                           | Melanie South Olivia Rogowska                   | Pemra Özgen Daniella Dominikovic Alison Bai Bojana Bobusic                          |
| 20 settembre | Gosen Cup 2010 Makinohara, Giappone Carpet $25 000                                                  | Kumiko Iijima 6-1 6-2                                     | Shiho Akita                                       | Hiroko Kuwata Nudnida Luangnam                  | Ayumi Oka Chinami Ogi Maya Kato Shūko Aoyama                                        |
| 20 settembre | Gosen Cup 2010 Makinohara, Giappone Carpet $25 000                                                  | Lu Jia Xiang Lu Jia-Jing 7-5 1-6 [11-9]                   | Kao Shao-Yuan Wang Qiang                          | Hiroko Kuwata Nudnida Luangnam                  | Ayumi Oka Chinami Ogi Maya Kato Shūko Aoyama                                        |
| 20 settembre | Office du complex du 5 juillet 2010 Algeri, Algeria Terra rossa $10 000                             | Fatima El Allami 6-1 6-4                                  | Zuzana Linhová                                    | Linda Mair Chrystyna Kazimova                   | Alina Wessel Jennifer Allan Lina Bennani Jennifer Migan                             |
| 20 settembre | Office du complex du 5 juillet 2010 Algeri, Algeria Terra rossa $10 000                             | Sophie Cornerotte Marcella Koek 7–6(3) 6-2                | Chrystyna Kazimova Nadia Lalami                   | Linda Mair Chrystyna Kazimova                   | Alina Wessel Jennifer Allan Lina Bennani Jennifer Migan                             |
| 20 settembre | Circuito Feminino de Tenis do Estado de São Paulo 2010 Mogi das Cruzes, Brasile Terra rossa $10 000 | Roxane Vaisemberg 6-2 6-3                                 | Carla Lucero                                      | Natasha Lotuffo Monique Albuquerque             | Maria Fernanda Alves Emilia Yorio Gabriela Cé Catalina Pella                        |
| 20 settembre | Circuito Feminino de Tenis do Estado de São Paulo 2010 Mogi das Cruzes, Brasile Terra rossa $10 000 | Flavia Guimaraes Bueno Beatriz Haddad Maia 6-1 6-3        | Maria Fernanda Alves Natasha Lotuffo              | Natasha Lotuffo Monique Albuquerque             | Maria Fernanda Alves Emilia Yorio Gabriela Cé Catalina Pella                        |
| 20 settembre | Copa Mazatlan 2010 Mazatlán, Messico Cemento $10 000                                                | Nazari Urbina 6-4 6-3                                     | Yasmin Schnack                                    | Nadia Echeverria Alam Whitney Jones             | Monica Neveklovska Yawna Allen Carolina Betancourt Andrea Benitez                   |
| 20 settembre | Copa Mazatlan 2010 Mazatlán, Messico Cemento $10 000                                                | Ivana King Yasmin Schnack 6-4 3-6 [10-5]                  | Yawna Allen Monica Neveklovska                    | Nadia Echeverria Alam Whitney Jones             | Monica Neveklovska Yawna Allen Carolina Betancourt Andrea Benitez                   |
| 20 settembre | ITF Women's Circuit Caracas 2010 Caracas, Venezuela Cemento $10 000                                 | Andrea Gámiz 1-6 6-4 7-5                                  | Adriana Pérez                                     | Gally de Wael Nicole Rottmann                   | Guadalupe Moreno Maria Paula Ribero Gabriela Coglitore Yolande Leacock              |
| 20 settembre | ITF Women's Circuit Caracas 2010 Caracas, Venezuela Cemento $10 000                                 | Gally de Wael Nicole Rottmann 6-0 6-1                     | Mikele Irazusta Maria Paula Ribero                | Gally de Wael Nicole Rottmann                   | Guadalupe Moreno Maria Paula Ribero Gabriela Coglitore Yolande Leacock              |
| 27 settembre | ITF Women's Circuit Athens 2010 Atene, Grecia Cemento $50 000                                       | Eléni Daniilídou 6-4 6-1                                  | Laura Pous Tió                                    | Petra Martić Zuzana Kučová                      | Kristina Barrois Dia Evtimova María-Teresa Torró-Flor Karolína Plíšková             |
| 27 settembre | ITF Women's Circuit Athens 2010 Atene, Grecia Cemento $50 000                                       | Vitalija D'jačenko İpek Şenoğlu Walkover                  | Eléni Daniilídou Petra Martić                     | Petra Martić Zuzana Kučová                      | Kristina Barrois Dia Evtimova María-Teresa Torró-Flor Karolína Plíšková             |
| 27 settembre | Open GDF SUEZ Clermont-Ferrand 2010 Clermont-Ferrand, Francia Cemento $25 000                       | Ivana Lisjak 6-4 6-1                                      | Iryna Kurjanovič                                  | Petra Cetkovská Audrey Bergot                   | Patrycja Sanduska Claire de Gubernatis Alizé Lim Natalia Orlova                     |
| 27 settembre | Open GDF SUEZ Clermont-Ferrand 2010 Clermont-Ferrand, Francia Cemento $25 000                       | Youlia Fedossova Iryna Kurjanovič 7–6(5) 6-3              | Elixane Lechemia Alizé Lim                        | Petra Cetkovská Audrey Bergot                   | Patrycja Sanduska Claire de Gubernatis Alizé Lim Natalia Orlova                     |
| 27 settembre | Tbilisi Open 2010 Tbilisi, Georgia Terra rossa $25 000                                              | Margalita Chakhnašvili 6-4 3-6 7-5                        | Tatia Mikadze                                     | Réka-Luca Jani Sofia Shapatava                  | Oksana Kalašnikova Aljaksandra Sasnovič Veronika Kapšaj Julia Glushko               |
| 27 settembre | Tbilisi Open 2010 Tbilisi, Georgia Terra rossa $25 000                                              | Tatia Mikadze Sofia Shapatava 6-3 6-2                     | Paula Kania Zsófia Susányi                        | Réka-Luca Jani Sofia Shapatava                  | Oksana Kalašnikova Aljaksandra Sasnovič Veronika Kapšaj Julia Glushko               |
| 27 settembre | OrtoLaakarit Open 2010 Helsinki, Finlandia Cemento $25 000                                          | Julija Bejhel'zymer 7–6(7) 6-0                            | Emma Laine                                        | Jana Čepelová Kiki Bertens                      | Elena Čalova Nicola Geuer Kristina Mladenovic Tara Moore                            |
| 27 settembre | OrtoLaakarit Open 2010 Helsinki, Finlandia Cemento $25 000                                          | Kiki Bertens Richèl Hogenkamp 6-3 7-5                     | Julija Bejhel'zymer Kristina Mladenovic           | Jana Čepelová Kiki Bertens                      | Elena Čalova Nicola Geuer Kristina Mladenovic Tara Moore                            |
| 27 settembre | Rasch Cup 2010 Buča, Ucraina Terra rossa $25 000                                                    | Valentina Ivachnenko 6-2 2-0 ritiro                       | Oksana Ljubcova                                   | Julija Kalabina Ganna Piven                     | Polina Pekhova Ksenia Palkina Bermet Duvanaeva Dar'ja Kučmina                       |
| 27 settembre | Rasch Cup 2010 Buča, Ucraina Terra rossa $25 000                                                    | Julija Kalabina Tat'jana Kotel'nikova 6-4 7-5             | Valentina Ivachnenko Anastasija Litovčenko        | Julija Kalabina Ganna Piven                     | Polina Pekhova Ksenia Palkina Bermet Duvanaeva Dar'ja Kučmina                       |
| 27 settembre | Porto Open 2010 Porto, Portogallo Terra rossa $10 000                                               | Gail Brodsky 7-5 6-1                                      | Karolina Nowak                                    | Olga Sáez Larra Lena-Marie Hofmann              | Rita Vilaca Rocío de la Torre-Sánchez Arabela Fernandez-Rabener Samantha Powers     |
| 27 settembre | Porto Open 2010 Porto, Portogallo Terra rossa $10 000                                               | Ulrikke Eikeri Lena-Marie Hofmann 7-6 6-7 [10-5]          | Gail Brodsky Alexandra Riley                      | Olga Sáez Larra Lena-Marie Hofmann              | Rita Vilaca Rocío de la Torre-Sánchez Arabela Fernandez-Rabener Samantha Powers     |
| 27 settembre | Ciampino Open 2010 Ciampino, Italia Terra rossa $10 000                                             | Martina Caregaro 6-3 6-3                                  | Diana Enache                                      | Gioia Barbieri Martina Gledacheva               | Martina di Giuseppe Francesca Mazzali Anne Schäfer Giulia Gabba                     |
| 27 settembre | Ciampino Open 2010 Ciampino, Italia Terra rossa $10 000                                             | Diana Enache Valentina Sulpizio 6-4 6-4                   | Stefania Chieppa Martina Gledacheva               | Gioia Barbieri Martina Gledacheva               | Martina di Giuseppe Francesca Mazzali Anne Schäfer Giulia Gabba                     |
| 27 settembre | GD Tennis Cup 2010 Adalia, Turchia Terra rossa $10 000                                              | Viktorija Kamenskaja 6-3 6-0                              | Zuzana Zálabská                                   | Émilie Bacquet Verdiana Verardi                 | Joana Eidukonyte Weronika Domagała Martina Kubičíková Ksenija Kirillova             |
| 27 settembre | GD Tennis Cup 2010 Adalia, Turchia Terra rossa $10 000                                              | Viktorija Kamenskaja Ksenija Kirillova 6(10)–7 6-3 [10-3] | Giulia Gasparri Verdiana Verardi                  | Émilie Bacquet Verdiana Verardi                 | Joana Eidukonyte Weronika Domagała Martina Kubičíková Ksenija Kirillova             |
| 27 settembre | Ningbo Challenger 2010 Ningbo, Cina Cemento $100 000+H                                              | Alberta Brianti 6-4 6-4                                   | Magdaléna Rybáriková                              | Zhang Shuai Han Xinyun                          | Noppawan Lertcheewakarn Sophie Ferguson Jill Craybas Zhou Yi-Miao                   |
| 27 settembre | Ningbo Challenger 2010 Ningbo, Cina Cemento $100 000+H                                              | Chan Chin-Wei Chen Yi 6-3 3-6 [10-8]                      | Jill Craybas Ol'ga Savčuk                         | Zhang Shuai Han Xinyun                          | Noppawan Lertcheewakarn Sophie Ferguson Jill Craybas Zhou Yi-Miao                   |
| 27 settembre | Lexus of Las Vegas Open 2010 Las Vegas, USA Cemento $50 000                                         | Varvara Lepchenko 6-2 6-2                                 | Sorana Cîrstea                                    | Edina Gallovits Mirjana Lučić                   | Valérie Tétreault Lauren Albanese Abigail Spears Anna Tatišvili                     |
| 27 settembre | Lexus of Las Vegas Open 2010 Las Vegas, USA Cemento $50 000                                         | Lindsay Lee-Waters Megan Moulton-Levy 1-6 7-5 [10-4]      | Irina Falconi Maria Sanchez                       | Edina Gallovits Mirjana Lučić                   | Valérie Tétreault Lauren Albanese Abigail Spears Anna Tatišvili                     |
| 27 settembre | Tokyu Harvest Cup 2010 Hamanako, Giappone Carpet $25 000                                            | Kumiko Iijima 6(4)–7 6-2 6-4                              | Erika Sema                                        | Nudnida Luangnam Tetjana Lužans'ka              | Han Sung-Hee Ayaka Maekawa Wang Qiang Hsu Wen-Hsin                                  |
| 27 settembre | Tokyu Harvest Cup 2010 Hamanako, Giappone Carpet $25 000                                            | Kumiko Iijima Erika Sema 6-2 6-1                          | Kao Shao-Yuan Ayaka Maekawa                       | Nudnida Luangnam Tetjana Lužans'ka              | Han Sung-Hee Ayaka Maekawa Wang Qiang Hsu Wen-Hsin                                  |
| 27 settembre | Amelia Island Women's Tennis Championships 2010 Amelia Island, USA Terra rossa $10 000              | Lauren Herring 6-2 6-3                                    | Catherine Harrison                                | Ol'ga Alekseevna Pučkova Madison Keys           | Gabrielle Desimone Anastasija Charčenko Anna Mamalat Jan Abaza                      |
| 27 settembre | Amelia Island Women's Tennis Championships 2010 Amelia Island, USA Terra rossa $10 000              | Elizbeth Lumpkin Story Tweedie-Yates 7-5 6-4              | Alexandra M. Haney Kendal Woodard                 | Ol'ga Alekseevna Pučkova Madison Keys           | Gabrielle Desimone Anastasija Charčenko Anna Mamalat Jan Abaza                      |
| 27 settembre | NCC Fututre Feminino 2010 Arujá, Brasile Terra rossa $10 000                                        | Teliana Pereira 4-6 6-4 6-1                               | Vanesa Furlanetto                                 | Carla Forte Monique Albuquerque                 | Emilia Yorio Catalina Pella Roxane Vaisemberg Maria Fernanda Alves                  |
| 27 settembre | NCC Fututre Feminino 2010 Arujá, Brasile Terra rossa $10 000                                        | Carla Lucero Emilia Yorio 6-4 4-6 [10-8]                  | Karen Emilia Castiblanco Duarte Vanesa Furlanetto | Carla Forte Monique Albuquerque                 | Emilia Yorio Catalina Pella Roxane Vaisemberg Maria Fernanda Alves                  |
| 27 settembre | Office du complex 5 juillet 2 2010 Algeri, Algeria Terra rossa $10 000                              | Marcella Koek 6-4 6-4                                     | Fatima El Allami                                  | Zuzana Linhová Silvia Njirić                    | Ladina Soler Stephanie Hirsch Jennifer Allan Nadia Lalami                           |
| 27 settembre | Office du complex 5 juillet 2 2010 Algeri, Algeria Terra rossa $10 000                              | Fatima El Allami Marcella Koek 6-0 6-1                    | Chrystyna Kazimova Nadia Lalami                   | Zuzana Linhová Silvia Njirić                    | Ladina Soler Stephanie Hirsch Jennifer Allan Nadia Lalami                           |
| 27 settembre | Sportama International Tennis Tournament 2010 Giacarta, Indonesia Cemento $10 000                   | Sandy Gumulya 6-3 6-0                                     | Katherine Westbury                                | Grace Sari Ysidora Peangthan Pliphuech          | Ayu-Fani Damayanti Voni Darlina Kim Hae-Sung Jessy Rompies                          |
| 27 settembre | Sportama International Tennis Tournament 2010 Giacarta, Indonesia Cemento $10 000                   | Ayu-Fani Damayanti Jessy Rompies 6-0 6-0                  | Peangthan Pliphuech Laili Rahmawati Ulfa          | Grace Sari Ysidora Peangthan Pliphuech          | Ayu-Fani Damayanti Voni Darlina Kim Hae-Sung Jessy Rompies                          |
| 27 settembre | Torneo Club Campestre de Celaya 2010 Celaya, Messico Terra rossa $10 000                            | Andrea Benitez 6-0 1-1 ritiro                             | Elizabeth Ferris                                  | Nicole Robinson Stephanie Theiler               | Noel Scott Alina Sullivan Tomoko Dokei Christine Kandler                            |
| 27 settembre | Torneo Club Campestre de Celaya 2010 Celaya, Messico Terra rossa $10 000                            | Tomoko Dokei Hiromi Okazaki 3-6 6-3 [10-7]                | Elizabeth Ferris Nicole Robinson                  | Nicole Robinson Stephanie Theiler               | Noel Scott Alina Sullivan Tomoko Dokei Christine Kandler                            |